# Sébastien Loeb
Sébastien Loeb (Haguenau, 1974. február 26. –) francia autóversenyző, tornász. A rali-világbajnokság kilencszeres, valamint a junior rali-világbajnokság egyszeres bajnoka, emellett nyolcvanszoros futamgyőztes.
Sikeres tornászból lett amatőr, majd profi raliversenyző. 2001-ben megnyerte a junior rali-világbajnoki értékelést, a 2002-es német ralin pedig megszerezte első abszolút világbajnoki győzelmét. 2003-ban már a bajnoki címért küzdött, s mindössze egy ponttal maradt el Petter Solberg mögött az összesítésben, 2004-ben azonban már nagy fölényben lett övé cím. Ezzel ő lett a Citroën első, és – Didier Auriol után – Franciaország második rali-világbajnoka. Eredményeivel messze a világbajnokság legsikeresebb versenyzőjének számít: a főbb rekordok közül ő vezeti a legtöbb cím, legtöbb futamgyőzelem, legtöbb szakaszgyőzelem, legtöbb dobogós helyezés és a legtöbb szerzett pont rangsorát. Pályafutása majd egészén a monacói Daniel Elena volt a navigátora, és az összes világbajnoki futamgyőzelmét vele együtt szerezte.
A ralin kívül több más autósportban próbálkozott, igaz csak kevés alkalommal. 2005-ben és 2006-ban indult a Le Mans-i 24 óráson. Első versenyén nem ért célba, majd a következő évben második lett Eric Hélary és Franck Montagny társaként. Rendszeres résztvevője a Race of Champions rendezvénynek. 2003-ban, 2005-ben és 2008-ban ő lett a bajnokok bajnoka, 2004-ben pedig megnyerte a nemzetek kupáját Jean Alesivel együtt. 2012-ben aranyérmet szerzett az X-Games-en, a ralisok versenyén.
2011-ben saját autóverseny-csapatot alapított, Sebastien Loeb Racing néven. A csapat jelenleg a francia Porsche-kupában és az európai Le Mans-szériában indít autókat. 2015-2017-ig a WTCC sorozatban indított csapatot ahol két  Citroën C-Elysée-vel indultak. 2018-ban a frissen indult WTCR világkupára is neveztek.
2014-2015-ben a WTCC sorozatban indult a gyári Citroën színeiben egy C-Elysée WTCC volánja mögött, ahol a világbajnoki címei számára emlékeztető 9-es rajtszámot használta.
2016-18-között indult a Dakar Rallyn a gyári Peugeot színeiben. Ez idő alatt összesen 10 szakasz győzelmet szerzett. Legjobb eredménye 2017-ben a 2. hely volt, 2018-ban pedig feladni kényszerült a versenyt.

## Pályafutása

### Korai évek

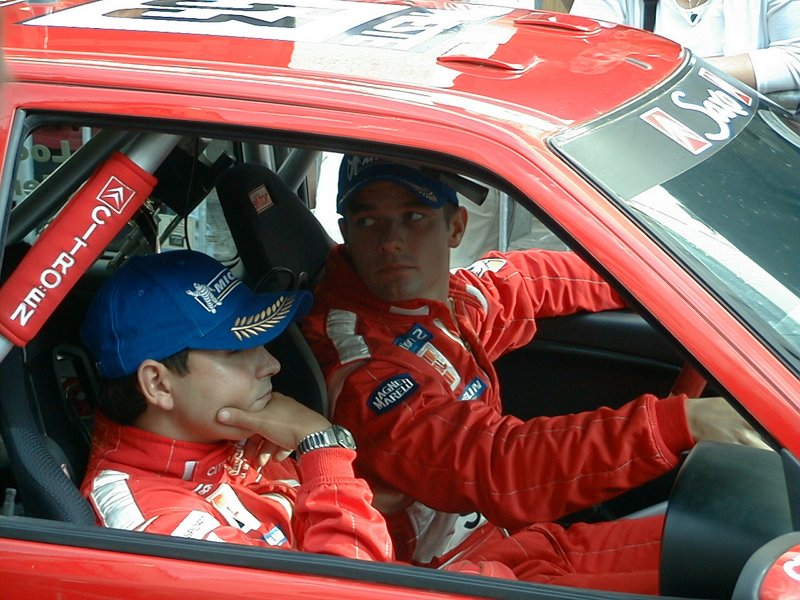
Daniel Elenával egy Citroën Saxoban

Tanár szülők gyermekeként született a francia-német határhoz közeli Haguenauban, és a nem messze lévő, mindössze háromezer lakosú Oberhoffen-sur-Moderban nőtt fel. Édesapja sikeres tornász volt, Sébastien pedig követte példáját, és háromévesen már korláton gyakorolt. Tizenöt éves koráig kitartott a sportág mellett, melyben ez idő alatt négyszer lett Elzász bajnoka, az országos bajnokságon pedig az ötödik helyig jutott egyszer.
A középiskola után egyetemre ment. Soha nem rajongott az iskola intézményéért, a tanulásért és amikor az iskola mellett elkezdett dolgozni egy gyárban úgy döntött, inkább összespórolja a pénzt vágyai autójára, egy Renault 5 GT Turbóra, minthogy folytassa az egyetemet. A gyári munkát azonban hamar megunta, ezért elvégzett egy műszerész technikumot. Az autót megvette, de az a kezdeti próbálkozások, gyorshajtások mellett gyorsan amortizálódott, Loeb jogosítványát pedig egymás után vonta be a rendőrség száguldozás miatt. Ekkor még csak amatőr versenyeken indult, 1995-ben viszont jelentkezett egy tehetségkutatóra. Országos döntőig jutott, ahol ugyan nem ő nyert, de kimagasló eredményt nyújtott. A következő évben újra részt vett a kutatón, de ezúttal sem járt sikerrel.
Egy kisebb helyi csapat meglátta benne a tehetséget, és kellő hátteret biztosított ralis karrierje elindításához. A bizalmat úgy hálálta meg, hogy első raliversenyén rögtön első lett. 1997 végén mutatták be Daniel Elenának, aki ez után állandó navigátora maradt, és csaknem a teljes pályafutását vele együtt teljesítette. 1998-ban a Citroën Saxo Kit-Car Kupában szerepelt, ahol hiába nyerte meg az összes versenyt, az anyagi háttér előteremtése egyre nehezebb volt csapata számára. Ennek egyik oka az volt, hogy a tesztek során Loeb két autót is összetört. 1999-ben további folytatta sikeres szereplését, amit a francia szövetség három világbajnoki futamon való szerepeltetéssel honorált. Pályafutása első világbajnoki versenyén, a katalán ralin egy baleset miatt kiesett, de a korzikai, majd a San Remó-i ralin már kategóriagyőztesként ért célba. A katalán versenyen mutatott teljesítménye miatt, egy francia magazin lehetőséget biztosított számára, hogy kipróbáljon egy Seat Cordoba WRC-t tesztkörülmények között. A teszten rövid gyakorlás után már a gyári pilótáknál jobb időket futott.
2000-ben vált amatőrből profi raliversenyzővé. Ebben az is közrejátszott, hogy a csapat, amely az elmúlt években a hátteret biztosította számára, nem volt képes tovább segíteni. Ugyan még kibérelték neki a Saxo Kit-Cart a francia murvabajnokság egy futamára, amit meg is nyert. Az év második felében a francia ralibajnokság, valamint a világbajnokság több állomásán szerepelt. A finn rali továbbra is egy Saxoval indult, de a – szövetség, és a korábbi világbajnok, Didier Auriol segítségével – Korzikán és San Remo-ban már egy Toyota Corolla WRC-vel állt rajthoz. Ezen a két viadalon több kimagasló részeredménye volt, és mind a kétszer az első tízben zárt. Hazája bajnokságában két ígéretes szereplése volt egy Renault Maxi Megane-nal, majd a szezonzáró Du Var ralin – már a Citroën gyári támogatásával – egy Xsara Kit-Carral állt rajthoz. Sébastien megnyerte a nagy presztízzsel bíró versenyt, a teljesítményét Guy Fréquelin pedig úgy kommentálta: "csillag született". Ekkor született meg az a kapcsolat a Citroën és közte, ami máig tart. A gyár ugyanis szerződést kínált neki a következő idényre.

### Rali-világbajnokság

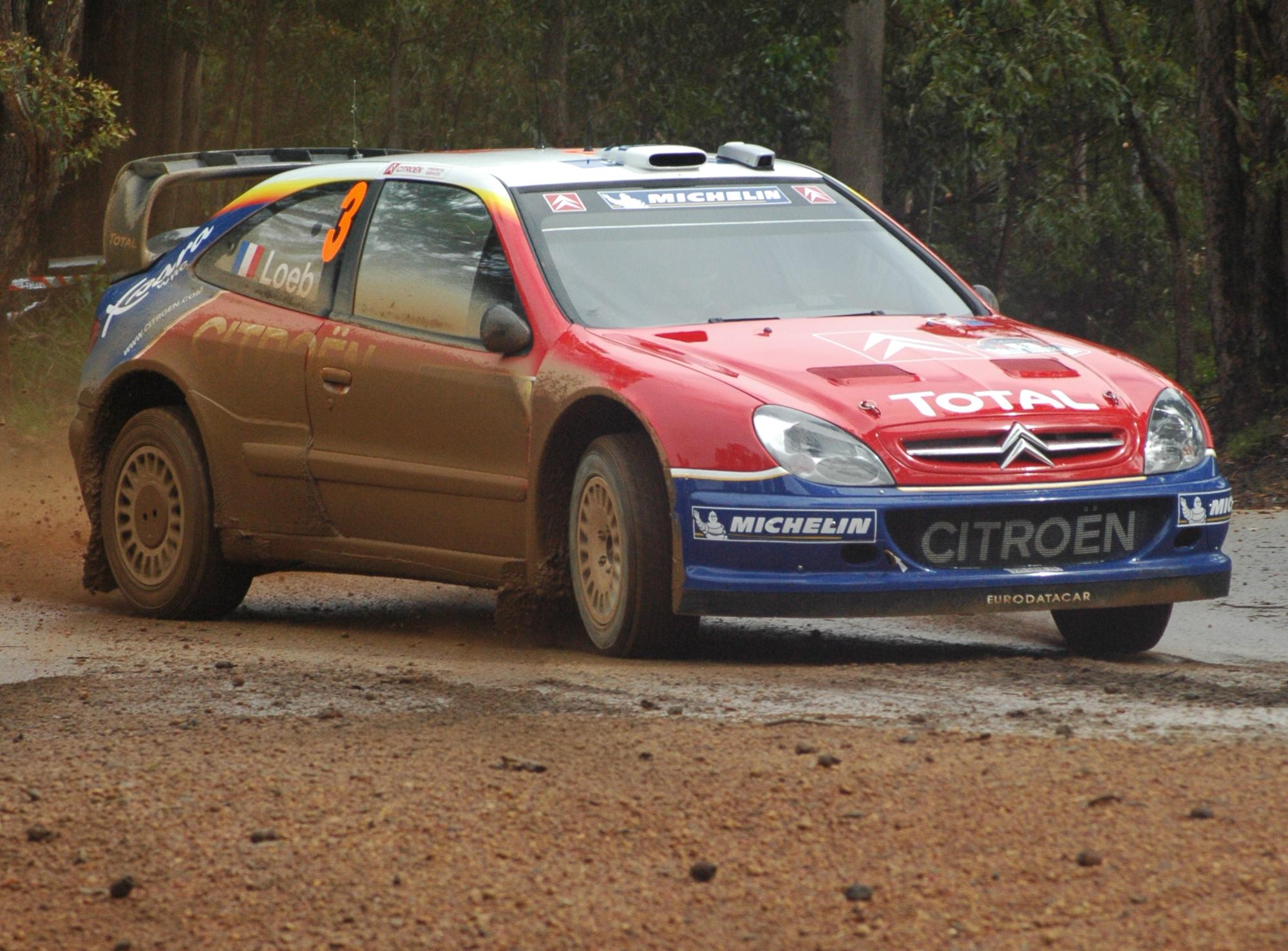
Útban tizedik futamgyőzelme felé a 2004-es ausztrál ralin

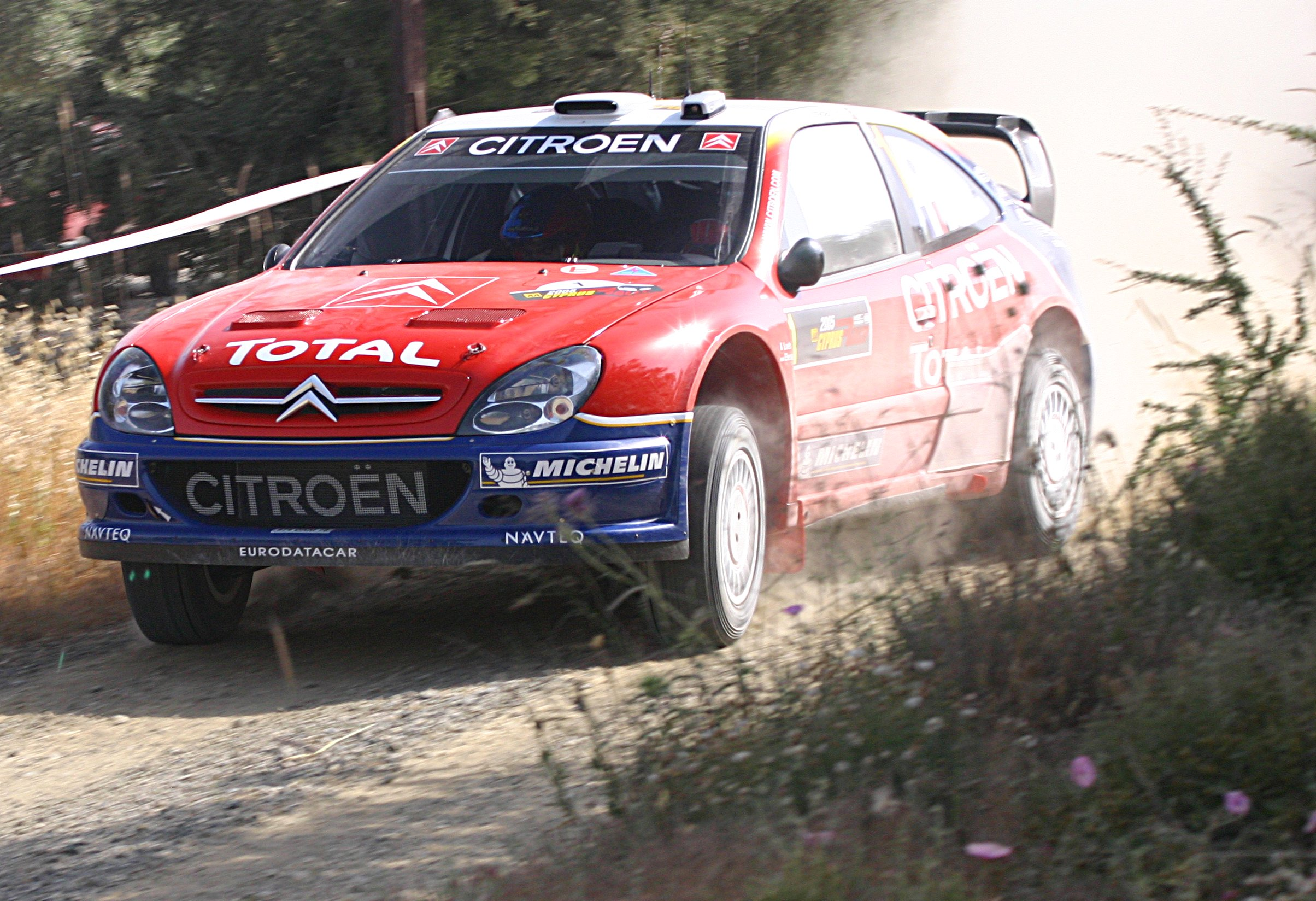
A tizennegyedik siker: 2005-ös Ciprus-rali

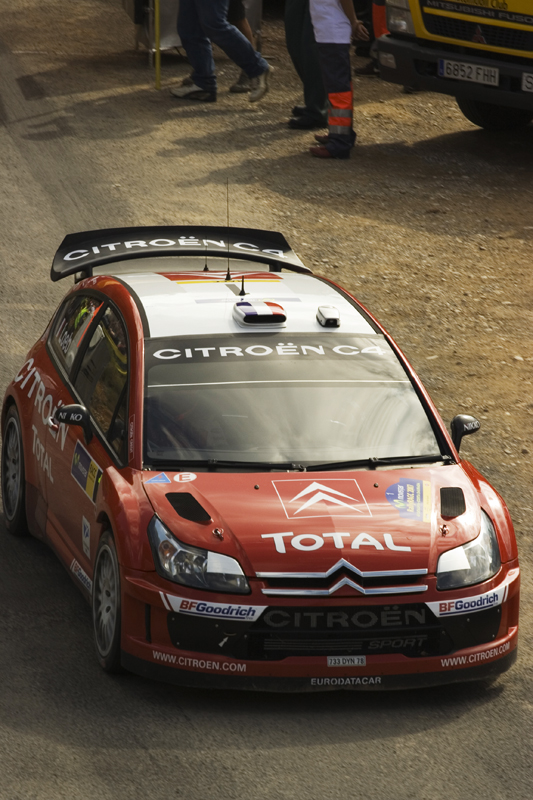
A harmincnegyedik győzelem előtt: 2007, katalán rali

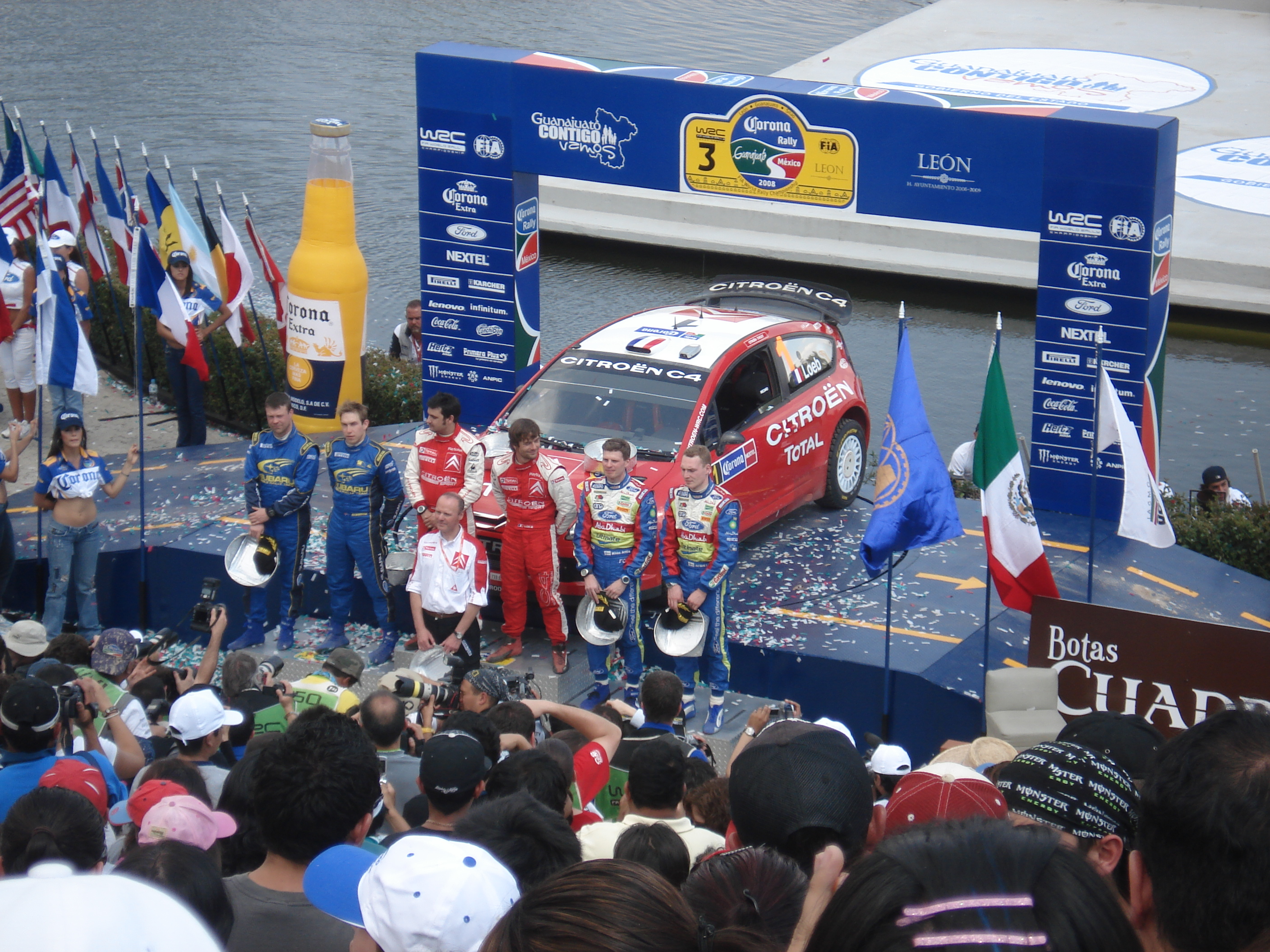
A 2008-as Mexikó-rali dobogóján

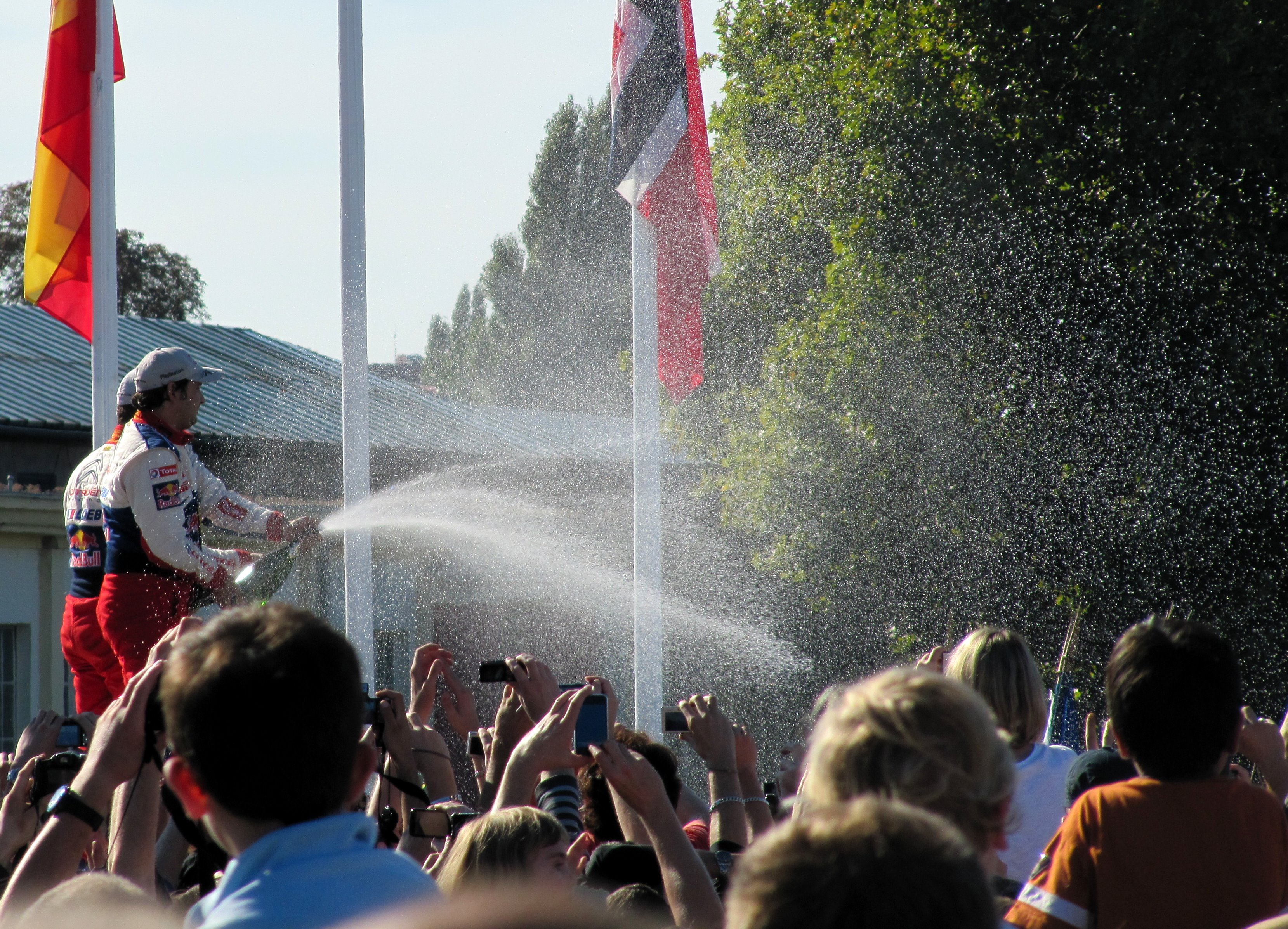
A 2010-es francia rali sikerét ünnepelve

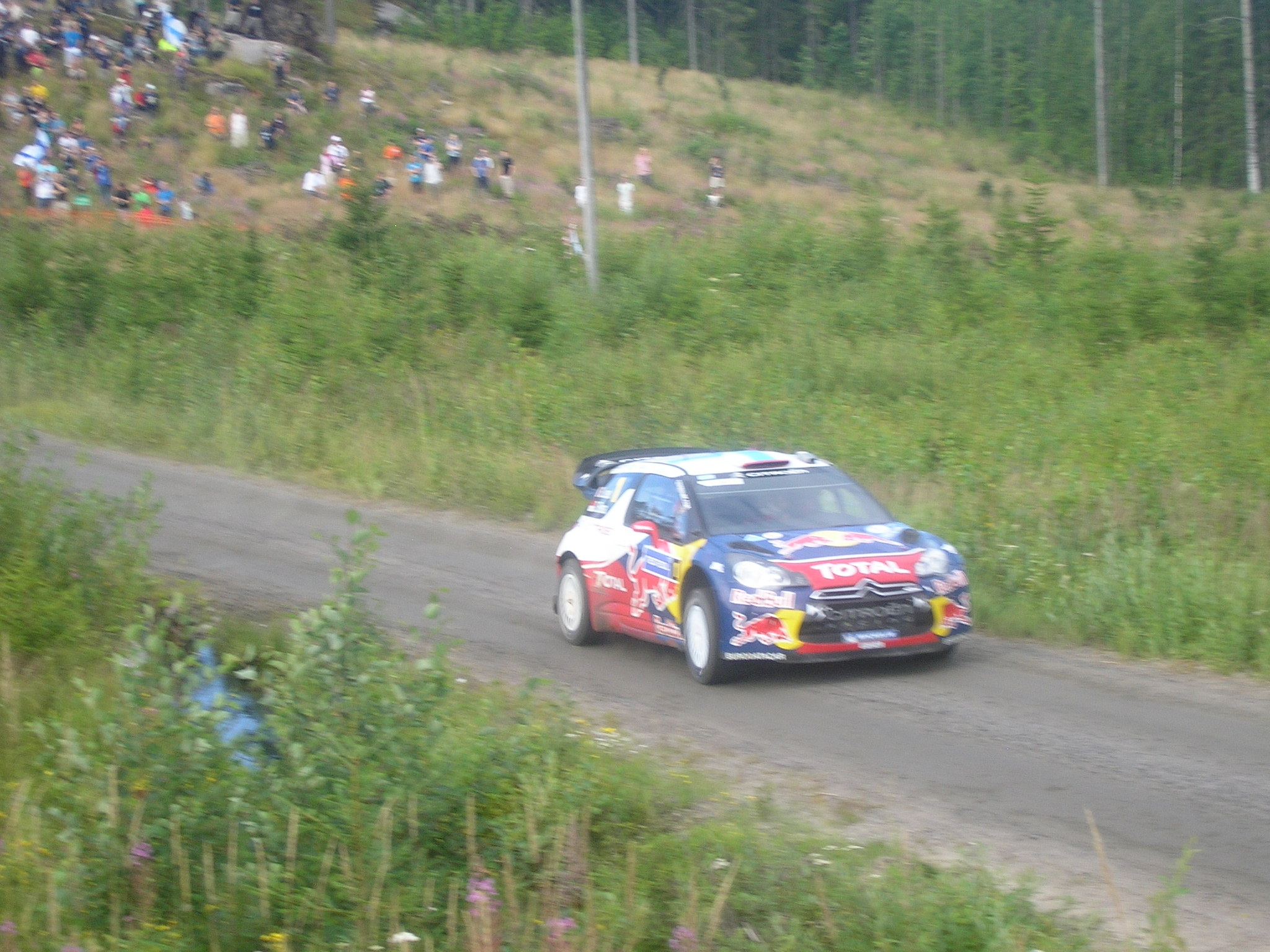
Hatvanhatodik világbajnoki győzelem: 2011, finn rali

#### 2001: két bajnoki cím egy évben

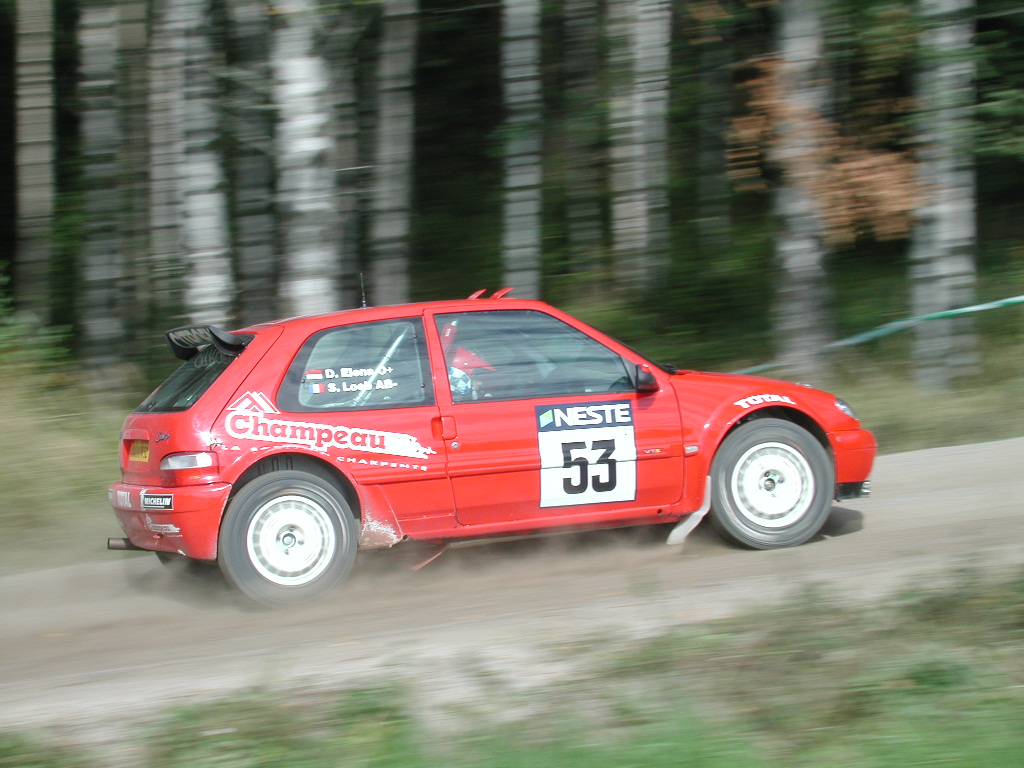
A 2001-es finn ralin

2001-ben párhuzamosan indult a francia bajnokság futamain, valamint az ebben az évben életre hívott junior rali-világbajnokságon.
Hazája sorozatán a Citroën támogatásával, egy Xsara Kit-Carral szerepelt, és hatalmas fölénnyel lett bajnok: a tíz futamos bajnokság első nyolc állomásán indult, és a nyolc versenyből hatot megnyert.
A világbajnokság első két futamán még egy Saxo Kit Carral, a junior értékelés keretein kívül indult. Monte-Carlóban tizenötödik lett a márkatárs francia Philippe Bugalski mögött, majd Svédországban kiesett. A junior sorozat első versenyén, a katalán ralin magabiztos győzelmet aratott, és így volt ez a görög, a finn, korzikai és a walesi ralikon is. Az összesítést húsz pontos előnyben zárta a második Andrea Dallavilla előtt. A két bajnoki címe ellenére, mégis más miatt került a figyelem középpontjába az évben. A Citroën ugyanis úgy döntött, a San Remo-ralira egy Xsara WRC-t biztosít számára. Sébastien fegyelmezetten, taktikusan teljesítette a versenyt. A második napon, majd a zárónapon is nyert két-két szakaszt, a célban pedig mindössze 11,4 másodperccel maradt el a győztes Gilles Panizzi mögött, és lett második. A vert mezőnyben olyan versenyzők voltak, mint Didier Auriol, Carlos Sainz és Colin McRae.

#### 2002–2003: harcban a világbajnokságért

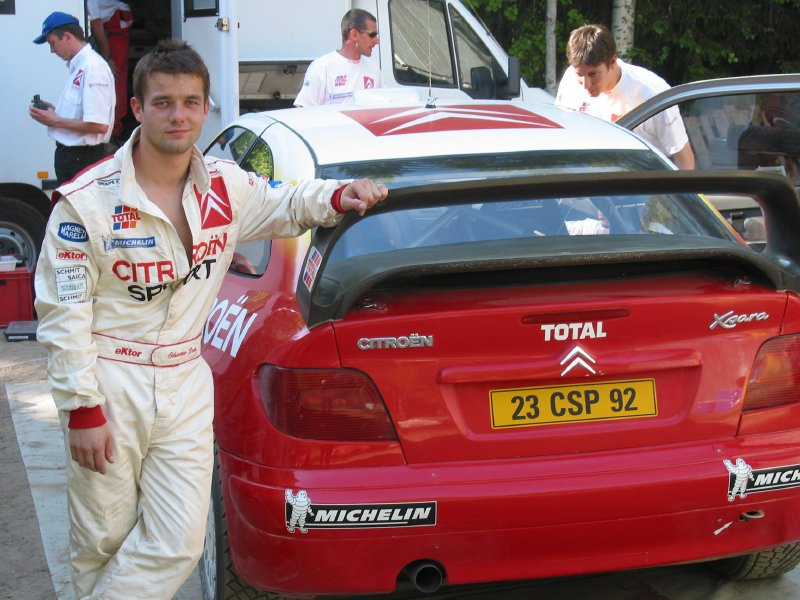
Egy teszten 2002-ben, Xsara WRC-vel

2002-ben a Citroën már komolyan nyitott a világbajnokságra, és a tizennégy futamból kilencre nevezték a Xsara WRC-vel. A szezonnyitó Monte-Carlo-rali a megszokottól szárazabb volt, csak néhány rövid szakasz maradt jeges, havas. Ez kedvezett az akkor még aszfaltspecialista Loebnek, aki a mezőny leggyorsabbja volt. Magabiztos előnyben vezetett a négyszeres világbajnok Tommi Mäkinen előtt, mígnem egy tiltott kerékcseréért kétperces időbüntetést kapott. A célba így másfél perces hátrányban ért és lett második. Az ezt követő svéd ralin nem szerepelt jól, majd a katalán versenyen bukott. Következő kimagasló eredményét Kenyában, a Szafari ralin érte el, ahol ötödik lett. A világ egyik legnehezebb ralijaként ismert versenyen három szakaszt is nyert. Ebben az évben került be a világbajnokság versenynaptárába első alkalommal a német rali. Az aszfaltos futamon ő is részt vett, és már a harmadik szakaszon az élre állt. Noha Richard Burns a verseny egészén szorosan követte, megelőzni nem tudta, Loeb pedig az első helyen végzett, megszerezve pályafutása első világbajnoki futamgyőzelmét. Az első komolyabbjának számító idényt végül tizennyolc pontjával a tizedik helyen, a legeredményesebb citroënesként zárta.
A 2003-as szezonra némileg módosultak a szabályok, így egy-egy gyári csapat három versenyzőt is nevezhetett pontszerzőnek a futamokra. A Citroën immár a teljes szezonra tervezett, ehhez pedig két klasszist, Colin McRae-t és Carlos Sainz-t szerződtetett a francia csapat. A két világbajnok mellett azonban Loeb lett a harmadik, teljes értékű versenyző, aki pályafutása első teljes világbajnoki szezonjának kezdett neki az évben. A szezonnyitó Monte-Carlói versenyen Loeb szorosan követte Marcus Grönholmot a hóval borított utakon, majd a címvédő világbajnok hibájának köszönhetően a második nap közepén az élre állt. Onnantól nem engedte át helyét, és megszerezte a győzelmet közvetlen két csapattársa előtt. Ez a siker egyben azt is jelentette, hogy Loeb pályafutása során először vezette a világbajnokság pontversenyét. Az ezt követő svéd futamon újfent gyengén szerepelt, majd a török ralin navigátorával egyszerűen eltévedtek a szervizpark felé menet, a versenyautóból kifogyott az üzemanyag és kiestek. Új-Zélandon negyedik lett, majd Argentínában egy baleset, Görögországban pedig egy technikai probléma miatt esett ki. Hat futam elteltével ekkor nem tartozott a világbajnoki cím fő esélyesei közé, a szezon ezt követő szakaszában azonban kiváló és egyenletes teljesítményt nyújtott.
A bajnokság hetedik versenyén, Cipruson harmadik volt, majd a német ralin megismételte egy évvel korábbi sikerét. Ezt követte egy ötödik helyezés Finnországban, majd az ausztrál ralin egy szoros küzdelem Petter Solberggel, melyben alulmaradt, és lett második. Három aszfaltos verseny következett, ami kedvezett a kemény burkolaton a mezőnyből kimagasló Loebnek. San Remoban rajtcél győzelmet aratott, amivel nagyon fontos tíz pontot szerzett a kiélezett összesítésben. Korzikán aztán közel állt egy újabb sikerhez, azonban az élről hibázott, amikor a második versenynap második szakaszán megcsúszott egy szűk úton, és tízpercet vesztett mire autóját a nézők segítségével visszatette az útra. Ugyan folytatni tudta, de a célig nem sikerült pontszerző pozícióig feljönnie. A szezon utolsó előtti futama a katalán rali következett. Itt újra hamar magabiztos előnyt autózott ki. Az utolsó szakasz rajtjában még félperces előnye volt egy másik aszfaltmenő, Gilles Panizzivel szemben. A szakadó esőben zajló szakaszra azonban a rivális választott alkalmasabb abroncsokat, és Loeb félperces előnyéből tizenhárom másodperces hátrány lett a célban. A taktikai hibával elbukott két pont nagy veszteség volt a szoros hajrában. A szezonzárón még négy pilótának lett volna matematikai esélye a bajnoki címre. Burns betegsége miatt azonban nem indulhatott, így hárman – Sainz 63 ponttal, Loeb 63 ponttal és Solberg 62 ponttal – álltak a rajthoz bajnoki esélyesként a Wales-ralin. Sainz hamar kiesett, így Solberggel ketten küzdöttek tovább. A norvég már az első nap közepén az élre állt, és noha Loeb végig szorosan követte, megelőzni nem tudta. A végelszámolásnál a subarus Solbergnek egyetlen ponttal lett így többje, ami számára a világbajnoki címet, Sébastiennek pedig az ezüstöt jelentette. A brit verseny után a Citroën szabadkozott, és azt közvetítették, hogy Loeböt nem engedték határon autózni, mert a gyártók bajnoki címe fontosabb volt az egyéni címnél, így az első szempont a biztos célba érés volt.

#### 2004: világbajnoki cím

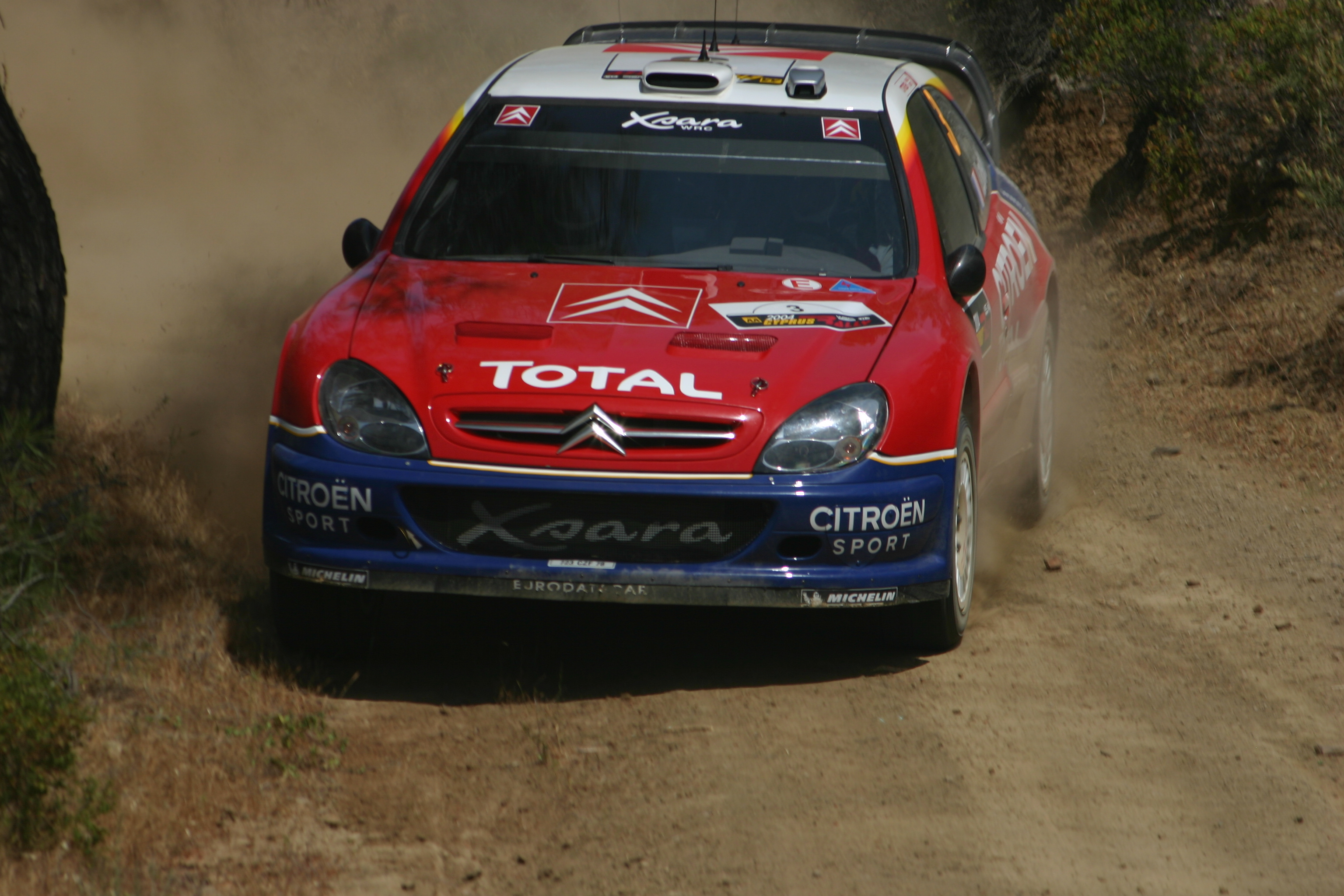
Első murvás siker Cipruson

2003-as szereplése után, a 2004-es szezonban már egyértelműen a bajnok cím főesélyeseinek egyike volt. A Monte-Carlo-ralin ugyan a Peugeot csapat új versenyautójával, a 307 WRC-vel szereplő Grönholm kezdett a legjobban, de a hatodik szakaszon Loeb átvette a vezetést, és második alkalommal nyerte meg a monacói versenyt. Svédországban hasonló győzelmet aratott. Sokáig követte szorosan Markko Märtint, mígnem az élen álló észt fordos a második napon hófalba csúszott, és idővesztesége miatt a kilencedik helyig visszaesett. Az első helyet Loeb örökölte meg, és előnyét a célig megőrizte. Sikerével ő lett az első nem skandináv, aki meg tudta nyerni a svéd ralit. A pontversenyt ekkor nagy előnyben vezette. A szezon harmadik futamán, a Mexikó-ralin azonban az első helyről volt kénytelen kiállni, miután a Xsara WRC-n felhasadt az olajteknő. Az ezt követő Új-Zéland-ralin negyedik volt, majd Cipruson megszerezte pályafutása első murvás sikerét. Ugyan másodikként ért célba a ciprusi versenyen, de az utólagos technikai ellenőrzésen a győztes Grönholm autójának egy alkatrészét szabálytalannak tartották, a finn kizárásával pedig Loeb lépett elő elsőnek. Az Akropolisz-ralin szoros küzdelemben maradt alul Solberggel szemben, Törökországban ellenben újfent ő győzött, majd az argentin viadalon csapattársa, Sainz mögött lett második. A tizenhat futamos szezon féltávjánál tartott ekkor, és Loeb előnye a összetettben tizenhét pontos volt a második helyen álló Solberg, és huszonhét pontos a holtversenyben harmadik helyen álló Grönholm és Sainz előtt. A világbajnoki cím sorsa még nyitott volt ugyan, de a tény, miszerint a hátralévő nyolc futamból három is aszfalton zajlott, Loeb számára biztató volt.

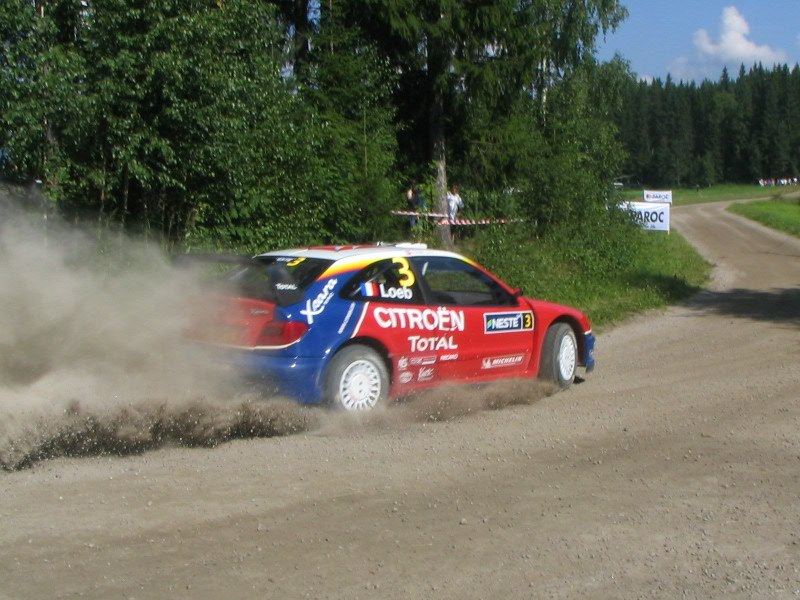
A finn ralin

A finn rali következett, ahol negyedikként végzett, a tizedik futam pedig a német rali volt, melyen az elmúlt két évben nem volt legyőzője. Itt már a második szakaszon az élre állt, és a célig megtartotta a vezető pozíciót, megszerezve szezonbeli ötödik győzelmét. A pontgyűjtés ezután Japánban folytatódott, ahol első alkalommal rendeztek világbajnoki futamot. A murvás talajú versenyen Petter Solberg hamar ellépett a mezőnytől, Sébastien pedig sokáig a második helyért csatázott Grönholmmal. A finnt a második napon azonban technikai problémák hátráltatták, így Loeb könnyedén ért be a célba Solberg mögött. A brit ralin aztán újfent a subarus címvédő mögött lett második. Loeb ugyanis hiába vezetett majd' az egész versenyen, Solberg nagy hajrája ellen tehetetlen volt, az utolsó előtti gyorsaságin elvesztette első helyét, és mindössze 6,3 másodperces hátrányban ért célba. Szardínián a harmadik egymást követő ralin végezett a norvég mögött a második helyen, ezzel a megbízható, sorozatos pontszerzéssel azonban egyre közelebb került a világbajnoki címhez. Három futam volt még hátra és az összetettben huszonhat pontos előnye volt Solberggel szemben. Az összetett elsőségre már csak kettejüknek volt esélyük, a fölény miatt azonban nyilvánvaló volt, hogy az ő sikere a valószínűbb. Korzikán aztán eldőlt a cím sorsa: Sébastien második, Petter pedig csak ötödik lett. Loeb ezzel pályafutása első, egyben hazája, Franciaország második világbajnoki címét nyerte. A siker után egy kiesés következett a katalán ralin, Ausztráliában azonban nyerni tudott. Teljesítménye és a – leginkább murvás talajon mutatott – gyors fejlődése miatt már ekkor nyilvánvaló volt, hogy ralisport legjobb versenyzőinek egyike. Mindössze második teljes szezonjában bajnokká lett, hat győzelmével az évben pedig beállította honfitársa, Didier Auriol 1992 óta fennálló rekordját.

#### 2005: címvédés

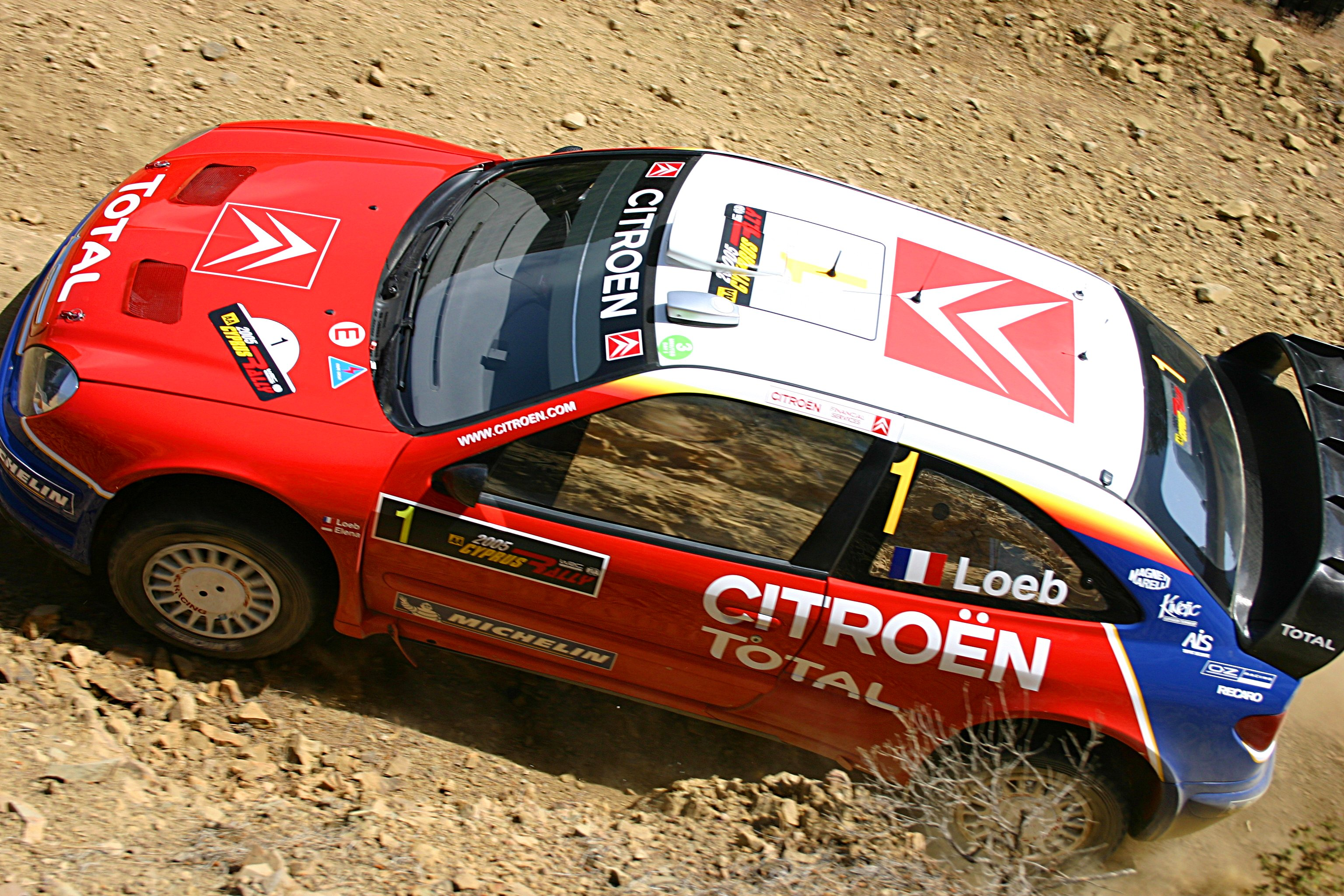
Újabb siker Cipruson

Immár címvédő világbajnokként kezdhette meg a 2005-ös szezont. Az új idényre új csapattársat is kapott. Miután Carlos Sainz visszavonult, a Citröen a fiatal belga François Duvalt szerződtette át a Fordtól Loeb mellé.
A szezonnyitó Monte Carlo-ralin nagy előnyben, harmadik alkalommal győzött. Tempója alapján a svéd ralin is meglett volna az esélye a győzelemre, azonban technikai probléma hátráltatta a futam jelentős részén. A tizenhatodik gyorsasági szakaszon a Xsara WRC motorja annyira túlmelegedett, hogy nem tudta folytatni a versenyt. Nem járt sikerrel a soron következő Mexikó-ralin sem. A szezon harmadik állomásán, a második szakaszon eltört autója jobb hátsó lengéscsillapítója, ami miatt több mint négyperces hátrányt szedett össze, mire eljutott a szervizparkig. A tizenötödik helyre csúszott hátra, és innen zárkózott fel a negyedik helyre a célig. Három futam után nyilvánvaló volt, hogy minden esélye megvan a címvédésre, azonban csak az ezt követő hat versenyen mutatott dominanciájával lépett elő főesélyessé. Loeb ugyanis mind a hat ralin győzni tudott, ez a sikersorozat pedig addig példátlan volt a rali-világbajnokság történelmében. A menetelés a finn ralin szakadt meg, ahol Grönholm győzte le. Németországban azonban újfent visszakerült a csúcsra, és negyedszer is megnyerte a német viadalt.

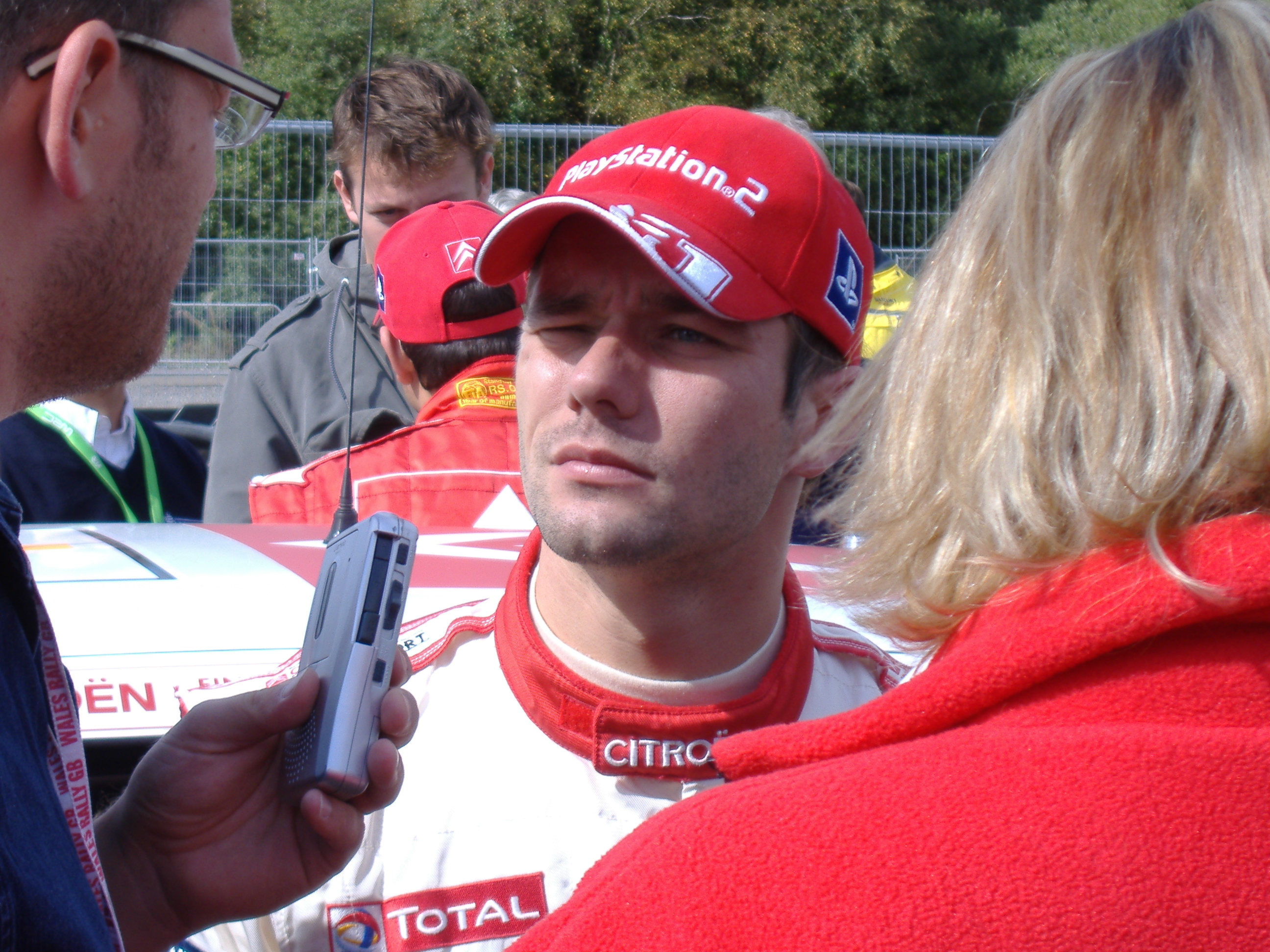
Nyilatkozat közben a Wales-ralin

Noha még öt futam volt hátra a szezonból, hatalmas előnye okán, a Wales-ralin már esélye nyílt megszerezni a bajnoki címet. A versenyen aztán jól kezdett, hamar az élre állt, és folyamatosan lépett el a nagy rivális Solbergtől. A zárónapot negyvennégy másodperces előnyben kezdte, ám a nap második szakaszán, a margami gyorson a Peugeot csapat versenyzője, Markko Märtin fának ütközött, és a balesetben navigátora, Michael Park szörnyethalt. A rendezők törölték a további szakaszokat, így Loebnak csak be kellett volna érnie a szervizparkba, hogy győzelmével megvédje címét. Az adott körülmények között azonban nem akart ünnepelni, ezért szándékosan korán érkezett meg egy időellenőrző pontra, két perces büntetést gyűjtve így, amivel a harmadik helyre csúszott vissza. A japán rali következett, ahol egy harmadik helyezés elég lett volna számára a címhez. Végül Grönholm mögött második lett, amivel behozhatatlan előnyt szerzett a pontversenyben, és szerezte meg második világbajnoki címét. Két aszfaltos verseny, a korzikai és a katalán rali jött, melyeken győzni tudott, Korzikán ráadásul úgy, hogy mindegyik szakaszt ő nyerte meg. A szezonzárón szoros csatában volt az első helyért Solberggel, a kilencedik gyorson azonban orral nekicsúszott egy fának, és kiesett.
Loeb ebben a szezonban mutatott elsőként olyan szintű dominanciát, ami a következő években a világbajnokságot jellemezte. Abszolút fölényben versenyzett egész évben, amit az is jól tükröz, hogy a tizenhat futamból tízet ő nyert.

#### 2006: privát csapattal

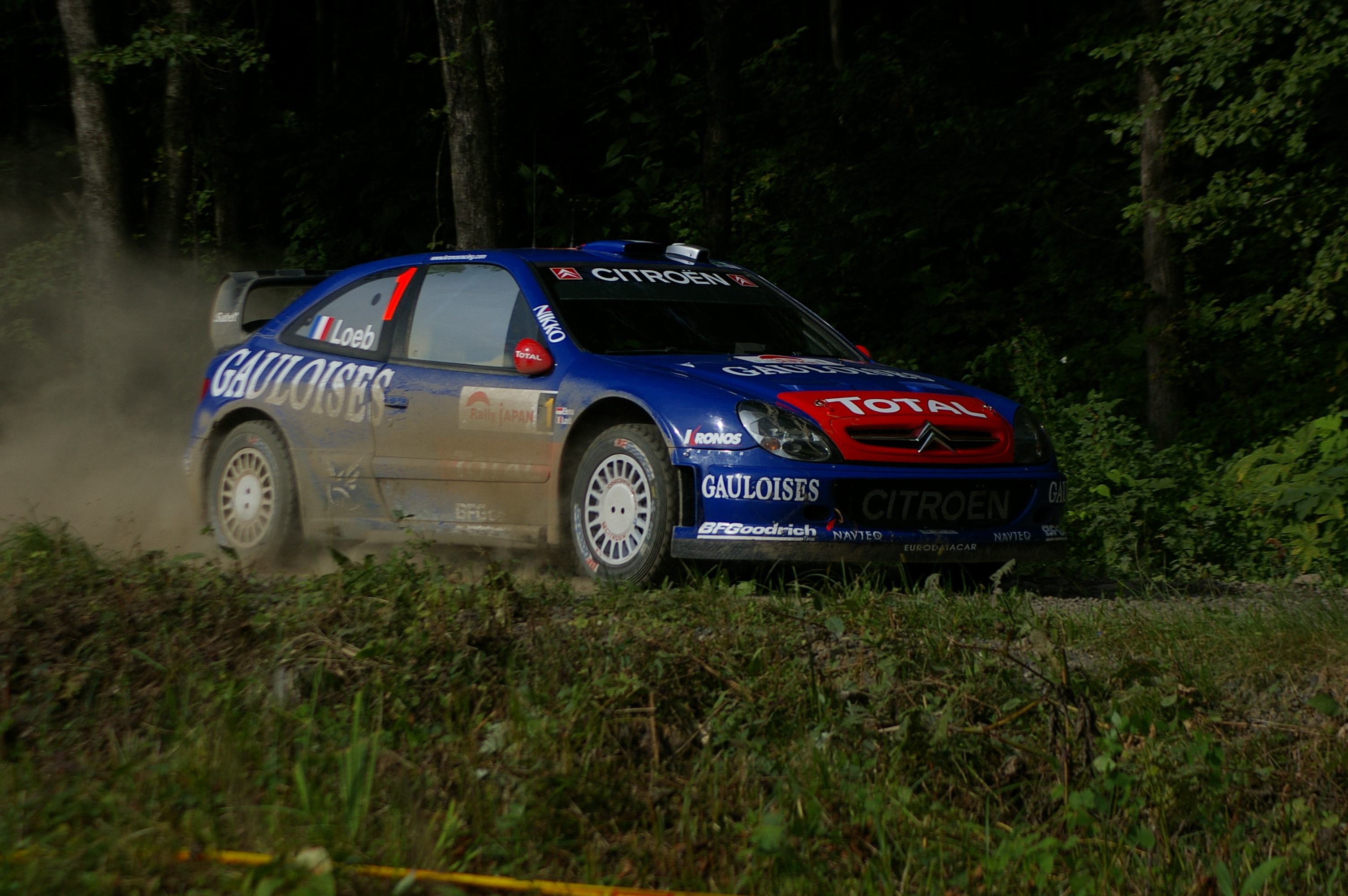
2006-ban a Kronos csapat autójában

2006-ban a PSA-konszern kilépett a rali-világbajnokságból. A Peugeot végleg, míg a Citroen egyéves kihagyás után 2007-re tervezte a visszatérést, akkor már a C4 wrc-vel. Sébastien így egy privát csapatnál, a Kronos Citroënnél versenyzett az évben. Loeb nem szokása szerint kezdte az évet. Monte Carlóban, az első nap utolsó gyorsaságiján, vezető helyről csúszott le az útról. A SupeRally szabálynak köszönhetően, időbüntetés terhe mellett folytathatta a versenyt, és a második helyig küzdötte fel magát, Marcus Grönholm mögé. A svéd ralin ugyanez volt a befutó, így Grönholm már négy ponttal vezette a világbajnokságot Sébastien előtt. A Mexikó-ralin Loeb magabiztos versenyzéssel szerezte meg az évi első győzelmét. Marcus Grönholm ugyan kiesett, de a SupeRally-nak köszönhetően a pontot érő 8. helyen végzett. Loeb a Katalán-ralin újabb könnyed győzelmet aratott, ráadásul csapattársa, Sordo révén kettős győzelmet ünnepelhettek. Grönholm műszaki probléma miatt 2 percet vesztett, de a végére az előkelő 3. helyre jött fel.
Sébastien ismét verhetetlennek bizonyult hazájában, a Korzika-ralin. Grönholm fél perces hátránnyal a második helyen zárt. A világbajnokság állása: Loeb 46 pont, Grönholm 35 pont, Sordo 20 pont.
Loeb tovább folytatta győzelmi sorozatát Argentínában is. Grönholm az első napon műszaki hiba miatt kiesett, így a francia klasszis Solberggel vívott ádáz harcot az első helyért. Ez volt Loeb 24. futamgyőzelme!
A Szardínia-ralin Grönholm kezdett jobban, de hibázott és kiesett. Loeb könnyedén húzta be a versenyt, és 25. futamgyőzelmével utolérte az örökrangsor második helyén álló Colin McRae-t.
Marcus Grönholm megszakította Loeb öt futam óta tartó győzelmi sorozatát az Akropolisz-ralin. Grönholm verhetetlen volt, Loeb hozta a kötelező második helyet. Sébastien ötödször is nyerni tudott a Német-ralin, ezzel 31 ponttal vezetett Grönholm előtt az összetettben. A Citroen csapat Sordo második helyével kettős győzelmet aratott. Loeb pályafutása 26. futamgyőzelmét aratta, ezzel utolérte az örökranglista éllovasát, a spanyol Carlos Sainzot.
A Finn-ralin Grönholm volt az uralkodó, sima győzelmet aratott. Loeb a második napon eltalált egy sziklát és defektet kapott, de még így is második lett.
Loeb sporttörténelmi győzelmet aratott a Japán-ralin, pályafutása 27. győzelmével megelőzte az örökranglista vezető Carlos Sainzot.
Grönholm 5,6 mp hátránnyal a második helyen fejezte be a futamot. A Ciprus ralin Loeb az évi 8. futamgyőzelmét aratta, míg a második napon hibázó Grönholm mögötte végzett.
Sébastien hegyi-kerékpározás közben a vállára esett, eltörte a karját. Az operációt követően ki kellett hagynia a hátralévő néhány futamot. Grönholm csak az ötödik helyen végzett Ausztráliában, így az utolsó két futam eredményétől függetlenül Loeb előnye már behozhatatlan volt, így sorozatban harmadszor lett világbajnok.
A 2006-os rali-világbajnokság végeredménye: Loeb 112 pont, Grönholm 111 pont, Hirvonen 65 pont. Loeb 8 futamgyőzelmet és 12 dobogós helyet szerzett 2006-ban.
A tavalyi próbálkozás után, ismét indult a Le Mans-i 24 órás versenyen, ahol a második helyen végzett csapatával.

#### 2007–2010: sorozatos bajnoki címek C4 WRC-vel

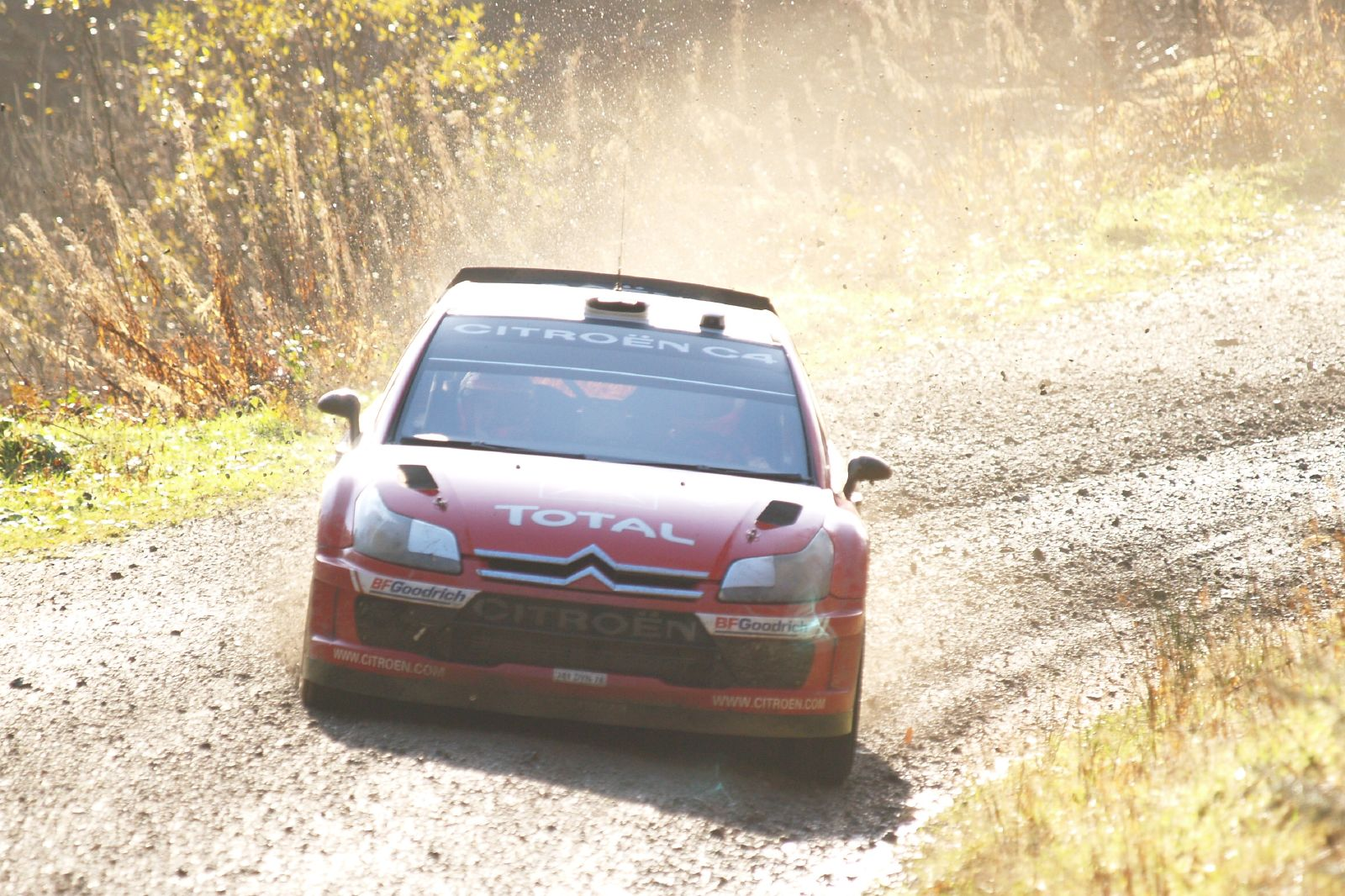
C4 WRC-vel a Wales ralin

A Citroen, a C4 WRC-vel tért vissza a gyári csapatok közé. A visszatérés több volt, mint sikeres. Sébastien első, csapattársa, Dani Sordo második helyen zárta a Monte Carlo-ralit. Loeb már bizonyította, havon is a tehetségét, mikor 2004-ben megnyerte a Svéd ralit. Ezúttal viszont nem volt szerencséje. A két egymást követő, északi versenyen a finnek uralták a mezőnyt. A Svédországban szerzett második helyével még vezette a világbajnokságot, ám Norvégiában többször hibázott, és pont nélkül zárt. A 14. helyen végzett, ennek köszönhetően a bajnokságban is visszaesett. A következő ralit Mexikóban tartották, ezúttal Loeb nem hibázott, fölényes győzelmet aratott Marcus Grönholm előtt. A soron következő két ralin, Portugáliában és Argentínában sem talált legyőzőre, így sorozatban harmadik futamgyőzelmét könyvelhette el. Loeb egyik kedvenc itáliai pályája következett, a Szardínia-rali. Az első két napon dominált több, mint fél perccel vezetett Marcus Grönholm előtt, aki az utolsó nap hibázott, ami 20 másodpercébe került. Már úgy tűnt, hogy Loeb sorozatban negyedszer győzedelmeskedik, de megpördült és az árokban kötött ki, és feladta a versenyt. Grönholm megörökölte az első helyet, míg csapattársa, Hirvonen a második helyen ért célba, így a Ford kettős győzelmet könyvelhetett el. Marcus Grönholm visszaszerezte egyéniben a világbajnoki elsőséget. Az Akropolisz-rali következett, ami azon kevés pályák közé tartozik, amit a francia fenomén nem különösebben kedvel. Grönholm ellenállhatatlanul versenyzett, könnyed győzelmet aratott és növelte előnyét az összetettben. Loeb hozta az ilyenkor elvárt második helyet.
A bajnokság állása nyolc futam után: Grönholm 65 pont, Loeb 56 pont, Hirvonen 49 pont.
Grönholm hazai pályája volt a soron következő, a Finn-rali, ahol a finn klasszis az elmúlt hét évben hatszor győzedelmeskedett. A finn pálya azon kevesek egyike, ahol Loeb még nem aratott diadalt. A papírformának megfelelően Grönholm magabiztos győzelmet aratott csapattársa, Mikko Hirvonen előtt. Grönholm végig dominált a futamon, míg Loeb a két Fordos után harmadik lett. Ezzel a győzelmével Grönholm 13 pontos előnyre tett szert az összetettben. Loeb "hazai" pályája következett, a Német-rali. Mióta a Német Ralit világbajnoki futamként rendezik meg, azóta mindig a francia versenyző nyerte az aszfaltos futamot. Loeb az egész hétvégén hengerelt, szemernyi esélyt sem adva a többieknek. Grönholm szenvedett, és több, mint másfél perces hátránnyal csak a negyedik lett. Loeb nyolc pontra megközelítette a összetettben vezető Grönholmot. A WRC soron következő futama az Új-Zéland-rali volt. Ez a futam is a két klasszis csatáját hozta, ami hihetetlenül szoros csatában Marcus Grönholm javára dőlt el. A két fenomén nem kímélte egymást, hol Grönholm vette át a vezetést, hol Loeb. A végén Grönholm 0,3 másodperces különbséggel szerezte meg a győzelmet, ezzel 10 pontra növelte az előnyét az összetettben. A Katalán-ralin Loeb és csapattársa, Sordo legyőzhetetlennek bizonyult, és könnyed kettősgyőzelmet arattak. Grönholm hozta a kötelező harmadik helyet, míg Loeb hat pontot faragott a hátrányából. Ez volt a Citroen csapat zsinórban harmadik katalán futamon aratott kettősgyőzelme. A Korzika-ralin ismét Loeb volt a nyerő, sorozatban harmadszor nyert Korzikán. Grönholm ezúttal második lett, de már csak négy pont volt az előnye Loebbel szemben. A Japán-rali igazi kamikaze futamnak bizonyult, ugyanis Loeb és Grönholm is kiesett, a futamot így Hirvonen nyerte meg. Az egyik kanyar rosszul volt felírva az itinerükbe, ennek köszönhető a kiesés. Az 1. Ír-ralit aszfalton rendezték meg, ami elvileg Loebnek kedvezett. A francia versenyző az elvárásoknak megfelelően győzedelmeskedett, míg az összetettben vezető Grönholm már az első napon lecsúszott az útról és kiesett. Ezzel Loeb átvette a vezetést az összetettben. A világbajnokság állása, egy futammal az évad vége előtt: Loeb 110 pont, Grönholm 104 pont, Hirvonen 89 pont. Loeb a Brit-ralin biztonságit autózva a 3. helyen ért célba Grönholm és a futamot megnyerő Hirvonen mögött, ezzel negyedszer lett világbajnok. A 2007-es rali-világbajnokság végeredménye: Loeb 116 pont, Grönholm 112 pont, Hirvonen 99 pont. Sébastien Loeb nyolc futamgyőzelmet és 13 dobogós helyet szerzett 2007-ben.
A 2008-as rali-világbajnokság a kétszeres világbajnok, Marcus Grönholm nélkül vette kezdetét, aki a visszavonulás mellett döntött. Mikko Hirvonen mellett Jari-Matti Latvala erősítette a fordosok csapatát. Az év első versenye, szokás szerint Monte-Carloval kezdődött. A négyszeres győztes, Sébastien Loeb rekordot érő ötödik futamgyőzelmét aratta Monte-Carloban. Hirvonen több mint 2 és fél perces lemaradással a második helyen végzett. Sordo és Latvala pont nélkül zárta a versenyt. A Svéd-rali következett a naptárban, és a megszokottól eltérően, egészen más volt, mint a korábbi havas futamok. Meleg időjárás, kevés hó és jég, annál több sár fogadta a ralisokat. Loeb a negyedik szakaszon hibázott az egyik kanyarban, és az autó hófalba ütközött, melynek köszönhetően felborult. A kuplung és a hűtő meghibásodott, ezért nem tudták folytatni a versenyt. A futamot Latvala nyerte Hirvonen és Galli előtt. Ez volt Latvala első futamgyőzelme. Mexikóban egy ideig Latvala vezetett, majd Loeb átvette a vezetést és pályafutása 38. futamgyőzelmét aratta. A második helyen Atkinson végzett Latvala előtt. Jordániában az első nap után Dani Sordo állt az élen, őt csapattársa, Loeb követte. A 2. nap Sébastien átvette a vezetést, de a 11. szakasz után ütközött a szintén Citroenes Conrad Rautenbachhal. A futamot Hirvonen nyerte Sordo és Atkinson előtt. Séb naptári negyedik futamgyőzelmét aratta Szardínián. A két gyári Fordos, Hirvonen és Latvala a második és harmadik helyen végzett. Ezzel a győzelemmel Loeb 3 pontra közelítette meg az összetett éllovasát, Mikko Hirvonent.
Sébastien magabiztos győzelmet aratott a görögországi Akropolisz-ralin, és ezzel átvette a vezetést az összetettben. A második helyen a vadonatúj Subaruval versenyző Petter Solberg végzett, Hirvonen a harmadik lett. A összetett állása hét futam után: Loeb 50 pont, Hirvonen 49 pont, Atkinson 31 pont.
Törökországban a fordosok domináltak, Loeb a harmadik helyen végzett. A futamot Hirvonen nyerte Latvala és Loeb előtt. Hirvonen ezzel a győzelmével 3 pontos előnyre tett szert az összetettben.
Sébastien Loeb szenzációs rekordot ért el a bajnokság kilencedik futamán, ő a negyedik nem skandináv ralis, aki megnyerte a Finn-ralit! A francia klasszis kemény csatát vívott a hazai pályán versenyző Hirvonennel, akit végül 9 másodperccel előzött meg.
Séb sorozatban hetedszer nyerte meg a Német-ralit, aminek köszönhetően visszavette a vezetést az összetettben. A Citroen Sordo második helyével kettős győzelmet könyvelhetett el. A 3. helyen Duval végzett. Az Új-Zéland ralin egy újabb Citroen kettős győzelem született a szokásos, Loeb Sordo sorrendben. Hirvonen a harmadik helyen végzett.
A Katalán-ralin Loeb és Sordo ismét kettős győzelmet aratott, ami sorozatban már a harmadik volt. A dobogó legalsó fokán ismét Hirvonen végzett. A Ford csapat az utolsó két aszfaltos versenyre leigazolta Francois Duvalt.
Korzikán megszakadt a Citroen csapat három futam óta tartó dominanciája, a győztes Loeb mögött ezúttal Hirvonen és Duval végzett.
Japánban Loeb sorozatban hatodszor lett világbajnok. A futamot a Ford versenyzői uralták, Hirvonen és Latvala sorrendben, Loeb a harmadik helyen végzett. A Wales-ralin Loeb nagy csatában, az utolsó gyorsasági szakaszon előzte meg Latvalát, amivel a Citroen csapat konstruktőr világbajnoki címét biztosította be.
A 2008-as rali-világbajnokság végeredménye: Loeb 122 pont, Hirvonen 103 pont, Sordo 65 pont. Sébastien Loeb tizenegy futamgyőzelmet és 13 dobogós helyet szerzett 2008-ban.
A gazdasági világválság elérte a WRC mezőnyét is, ezért a Suzuki és a Subaru távol maradt a küzdelmektől. Emiatt a Forddal és a Citroennel két gyári csapatra redukálódott a 2009-es mezőny. A Subaru távozása nemcsak a WRC-nek okozott problémát, hanem Petter Solbergnek, aki így munka nélkül maradt. A hagyományoktól eltérően nem Monte-Carlóban kezdődött a világbajnokság, hanem Írországban, sőt mi több a hercegség kimaradt a naptárból. Némi meglepetésre Mikko Hirvonen volt a leggyorsabb Loeb előtt az Ír-rali hivatalos tesztjén. A versenyen azonban már Loeb dominált, aki a harmadik gyorsaságin szerezte meg a vezetést és rövid időn belül fél perces előnyre tett szert. Az utolsó előtti szakaszon Loeb keresztbe csúszott az úton, de ez sem akadályozta meg abban, hogy győzelmet arasson. Sébastien így a Német-rali mellett Írországban is 100%-os. Sordo révén a Citroen kettős győzelemmel kezdte az évet, míg a dobogó legalsó fokára Hirvonen ért fel.
A világbajnokság a Norvég-ralival folytatódott. Petter Solberg egy 2006-os Citroen Xsara WRC-vel tért vissza a versengésbe. Az első napon a papírforma érvényesült, azaz a Norvég-rali egyetlen győztese, Hirvonen állt az élen, majd szorosan mögötte Loeb. Hirvonen az első négy gyorsaságiból hármat megnyert, de még így is csak három másodperccel vezetett a francia klasszis előtt. Hirvonen növelte az előnyét Loebbel szemben, de a záró szakaszon sokat lassult, ennek köszönhetően a második helyre került. Taktikázással vádolták meg a Ford versenyzőjét, aki azonban kijelentette, hogy erről szó nincs, egyszerűen elfogytak a gumijai. A második napon Loeb volt a takarító, akit 2,6 másodperces lemaradással Hirvonen követett. Séb öt szakaszgyőzelmet aratott, de Hirvonen annak ellenére, hogy szakaszt nem sikerült nyernie, végig ott loholt a nyomában. Hirvonen mindent megpróbált, még azt is elárulta, hogy ennél jobban már nem tud menni. Loeb 15 másodperces előnnyel zárta a második napot Hivonen előtt, a harmadik helyen a Ford másik versenyzője, Latvala állt. A rali utolsó napján kemény csata bontakozott ki Loeb és a második helyen álló Hirvonen között. Felváltva nyerték a szakaszokat, de a záró szakaszon még mindig nyolc másodperces előnye volt a franciának. Mikko a határon autózott, de ez sem volt elég az első helyre, mert Sébastien még két másodperccel növelte az előnyét, amit meg is tartott a verseny végéig. Loeb először nyerte meg a Norvég-ralit, és a 2004-es Finn-rali után újra havas versenyen diadalmaskodott. Győzelmének értékét növeli, hogy egész hétvégén az élről rajtolt, azaz ő volt a takarító. A dobogó két alsó fokát a gyári Ford versenyzői foglalták el. Hirvonen az összetettben feljött a második helyre. A soron következő Ciprus-rali érdekessége, hogy újra engedélyezték a sorozatban a vegyes talajú versenyeket, ami azt jelentette, hogy az egyik napon aszfalt, a másikon murvás talajon versenyezhettek. Loeb kiválóan alkalmazkodott a vegyes körülményekhez, mivel az első napon, aszfalton kezdtek, a nap hat gyorsasági szakaszából ötöt megnyert és több mint 40 másodperces előnyre tett szert. A második napon tovább növelte az előnyét, amit Hirvonen és Solberg nem tudott ledolgozni. Az záró napon sem történt változás, ezzel Sébastien az 50. győzelmét aratta a világbajnokságon.
Marcus Grönholm is részt vett a Portugál-ralin egy Subaruval. A futamot Latvala kezdte a legjobban, hamar nagy előnyre tett szert Loebbel szemben, bár ebben a francia is a segítségére volt, mert elmért egy féktávot és lecsúszott az útról, ráadásul a porfelhőben alig talált vissza az útra. Latvala száguldása nem tartott sokáig, hatalmas bukfenccel fejezte be a futamot. Helyét Sordo örökölte meg, akit Grönholm követett. A nap végére a beállításokkal küszködő Hirvonen is magára talált olyannyira, hogy egészen az első helyig jutott. Loeb a rali második napját a harmadik helyről kezdte meg, de két szakaszgyőzelem után rögtön az élen találta magát. A nap összes szakaszgyőzelmét begyűjtve félperces előnnyel várhatta a befejező napot. A Portugál-rali utolsó napja is Loebről szólt, aki félperces előnyét a célig megtartva zsebelte be pályafutása 51. futamgyőzelmét.
Argentínában Loeb megismételte a Portugál-ralin mutatott teljesítményét, azaz az első napot a harmadik helyen zárta. A hétvége további részén azonban megállíthatatlan volt, hozta a szakaszgyőzelmeket és átvette a vezetést, amit a futam végig meg is tartott.
Hirvonen motorhiba miatt kiesett, ezzel Loeb 20 pontra növelte az előnyét az összetettben. Sébastien zsinórban ötödik futamgyőzelmét aratta 2009-ben. A világbajnokság állása: Loeb 50 pont, Sordo 31 pont, Hirvonen 30 pont.
A Szardínia-rali első napja a taktikázásoktól volt hangos, ugyanis Loeb és Hirvonen is csak arra figyelt, hogy szombaton harmadikként rajtolhasson. A taktikai csatát Loeb nyert, de közel fél percet veszített vele. Latvala az élen zárta a napot.
A második nap a Ford csapatról szólt, Latvala és Hirvonen küzdött az első helyért. Loeb defektet kapott, és az utolsó 3 kilométert lyukas gumival tette meg. Solberg átvette a harmadik helyet, de az utolsó szakaszon Loeb majd fél percet hozott rajta. A záró napon hamar eldőlt az első hely sorsa, Latvala rajt-cél győzelmet aratott. Loeb csak 2 mp-re volt a harmadik helyen álló Solbergtől, de a szombati gyors kerékcseréjük felkeltette a versenyigazgatóság figyelmét. A fedélzeti kamerás felvételekből kiderült, hogy Daniel Elena már azelőtt kicsatolta biztonsági övét, hogy az autó megállt volna, ez pedig tilos, a bírák pedig 2 perces időbüntetéssel jutalmazták a csapatot. Azzal, hogy Sébastian a negyedik helyen zárt eldőlt, a nagy álma, megnyerni a bajnokság összes futamát 2009-ben már nem válik valóra. Loeb rá nem jellemző módon bukott az Akropolisz-ralin, és végül pont nélkül zárta a versenyt. A Lengyel-rali sem sikerült jobban Loebnek, bár az első nap nyitó szakaszát megnyerte, de az utolsó gyorsaságin egy farönk kiszakította a jobb első kerekét. Másnap folytatta a versenyzést és a 32. helyről a 13-ra kapaszkodott fel, de még így is 15 percre volt az utolsó pontszerző helytől. Ogier kiesett, Novikov és Rautenbachon maga elé engedte Loeböt, ezzel meglett az 1 pont, ami Latvala kiesésével 2-re módosult. A futamot Hirvonen nyerte meg, aki ennek köszönhetően átvette a vezetést a bajnokságban. A Finn-rali szoros küzdelmet hozott Loeb és Hirvonen között, és a futamot végül utóbbi nyerte meg. Hirvonen sorozatban harmadszor nyert, ezzel tovább növelte előnyét az összetettben. Loeb a második helyen végzett. A világbajnokság Ausztráliában folytatódott és nem várt izgalmakat hozott. Az első napon Latvala és Ogier küzdött az első helyért, miközben Loeb és Hirvonen a dobogó alsó fokáért harcolt. A második napon fordult a kocka Loeb, Sordo és Hirvonen volt az első három helyen, míg Latvala és Ogier a negyedik helyért küzdött. Loeb ellenállhatatlanul versenyzett a befejező napon és megszerezte a győzelmet. A technikai ellenőrzésen azonban szabálytalannak találták a Citroeneket és egy perc büntetéssel sújtották valamennyit, a győzelemért járó tíz pontot így Mikko Hirvonen szerezte meg. Loeb csapattársa, Dani Sordo volt a legjobb a Katalán-rali első napján, aki az első négy gyorsaságit megnyerte. A hátralévő két szakaszon Loeb két szakaszgyőzelmet szerzett, ezzel a nap végére 1,6 másodpercre zárkózott fel. Hirvonen nem tudta tartani a lépést a Citroenekkel. A második napon Loeb és Sordo előzgették egymást az első két helyen, a Citroen csapat nem szólt közbe. Sébastian a nap utolsó szakaszán biztosította be második napos elsőségét. Hirvonen tartotta a harmadik helyet. A befejező napon nem történt változás Loeb nyert, Sordo a második helyen végzett, Hirvonen hozta a papírforma harmadik helyezést. A Citroenesek kettős győzelme újabb konstruktőri címet jelentett a csapatnak. Loeb 1 pontra csökkentette a hátrányát Hirvonennel szemben, és már csak egy futam volt hátra.
Szoros csatát hozott a világbajnoki címet eldöntő Brit-rali első napja. Az első három szakaszt Loeb nyerte, ezzel kilenc másodperce húzott el Hirvonen elől. Mikko nem adta fel és öt másodpercet dolgozott le a következő szakaszokon. Loeb válasza sem késett visszavett két és felet, de a záró szakaszt ismét Hirvonen nyerte, 5,3 másodperces különbséget konzerválva szombat reggelig. A következő napon Hirvonen szakaszgyőzelmével három másodpercen belülre került. Sébastien azonban újra megmutatta, miért ő az ötszörös bajnok, elképesztő tempót diktált és az előnyét 20 mp-re tornászta fel. Hirvonen nem értette mi történik és a Focussal sem volt elégedett. Loeb négy szakaszgyőzelemmel fél percre módosította az előnyét Hirvonennel szemben. A mindent eldöntő utolsó napon Hirvonen a tetemes hátránya ellenére sem adta fel, teljes erejével a feladatra koncentrált. Mikko bevállalós autózása 11 mp-et hozott a konyhára, de Loebnek még mindig maradt 18 mp előnye, és már csak két szakasz volt hátra. Hirvonen beleadott mindent, talán túl sokat is, mert egy ugrató után eltörtek a gépháztető rögzítő elemei, majd egy hosszabb egyenes szakaszon felcsapódott. Mikko kénytelen volt megállni, ráadásul ez a kaland több mint egy percébe került. Sovány vigasz, hogy a záró szakaszt megnyerte, de a világbajnoki címet nem tudta megszerezni. Sébastien Loeb 54. futamgyőzelmét aratta és sorozatban hatodszor lett világbajnok!
A 2009-es rali-világbajnokság végeredménye: Loeb 93 pont, Hirvonen 92 pont, Sordo 64 pont. Sébastien Loeb hét futamgyőzelmet és 9 dobogós helyet szerzett 2009-ben.

#### 2012: úton a kilencedik felé

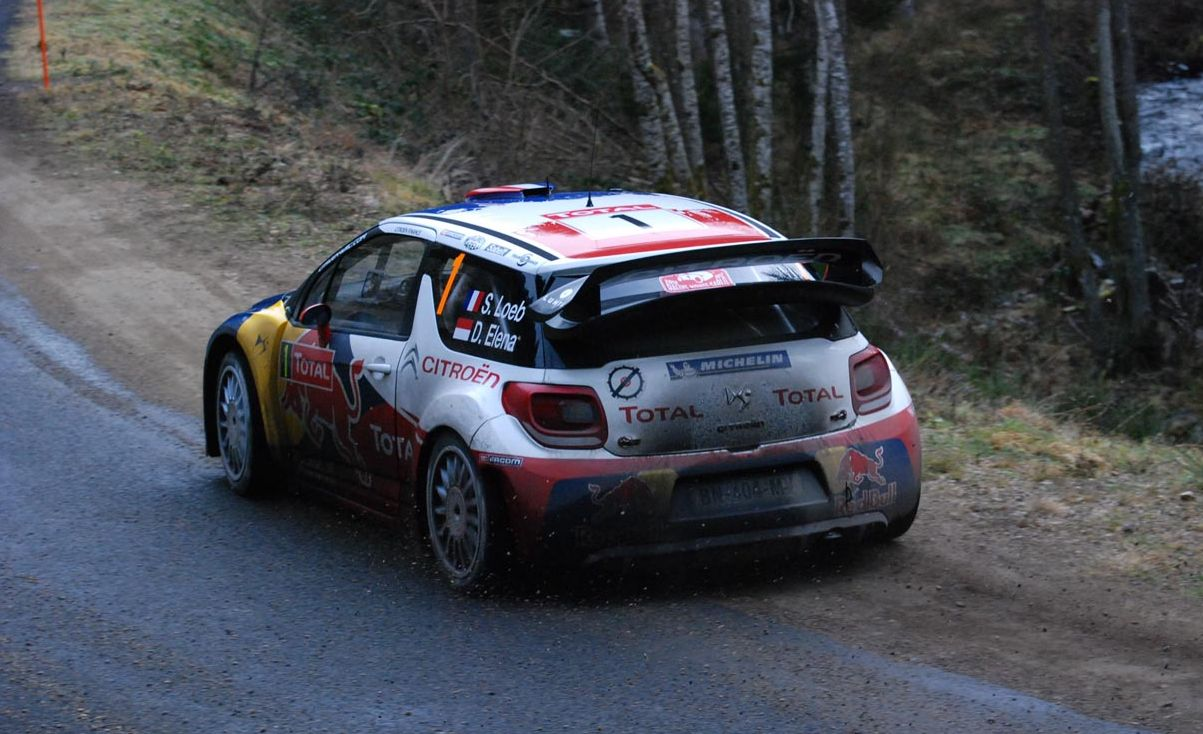
Monte Carlóban

Az idei szezonra Hirvonen lett a csapattársa, miután Ogier a világbajnokságra még csak készülő Volkswagen Motorsporthoz szerződött. Hirvonen érkezésére pozitívan reagált, ám több interjúban kijelentette, hogy a finn megbízható, egyenletes teljesítménye miatt őt várja a legkomolyabb kihívónak az évben.
A világbajnokság versenynaptárába 2008 után visszakerült Monte Carlo-ralival indult a szezon. Loeb itt majd végig dominálva győzött, hatodik monacói sikerét szerezve. Svédországban a második versenynapon kicsúszott, és csak közel két perces időveszteséggel tudta folytatni, így csak hatodikként zárt. A Mexikó-ralin előbb Latvalával, majd Hirvonennel csatázott az elsőségért, végül azonban mindkét riválistól el tudott lépni és győzelemmel végzett. A bajnokság negyedik futamán, a portugál ralin már a harmadik szakaszon bukott és kiesett. Az ezt követő három versenyen, az argentin, az Akropolisz-, majd az Új-Zéland-ralin újfent első lett, és jelenleg harmincnyolc pontos előnyben vezeti a pontversenyt.

### Pályaversenyzés

#### Le Mans-i 24 órások

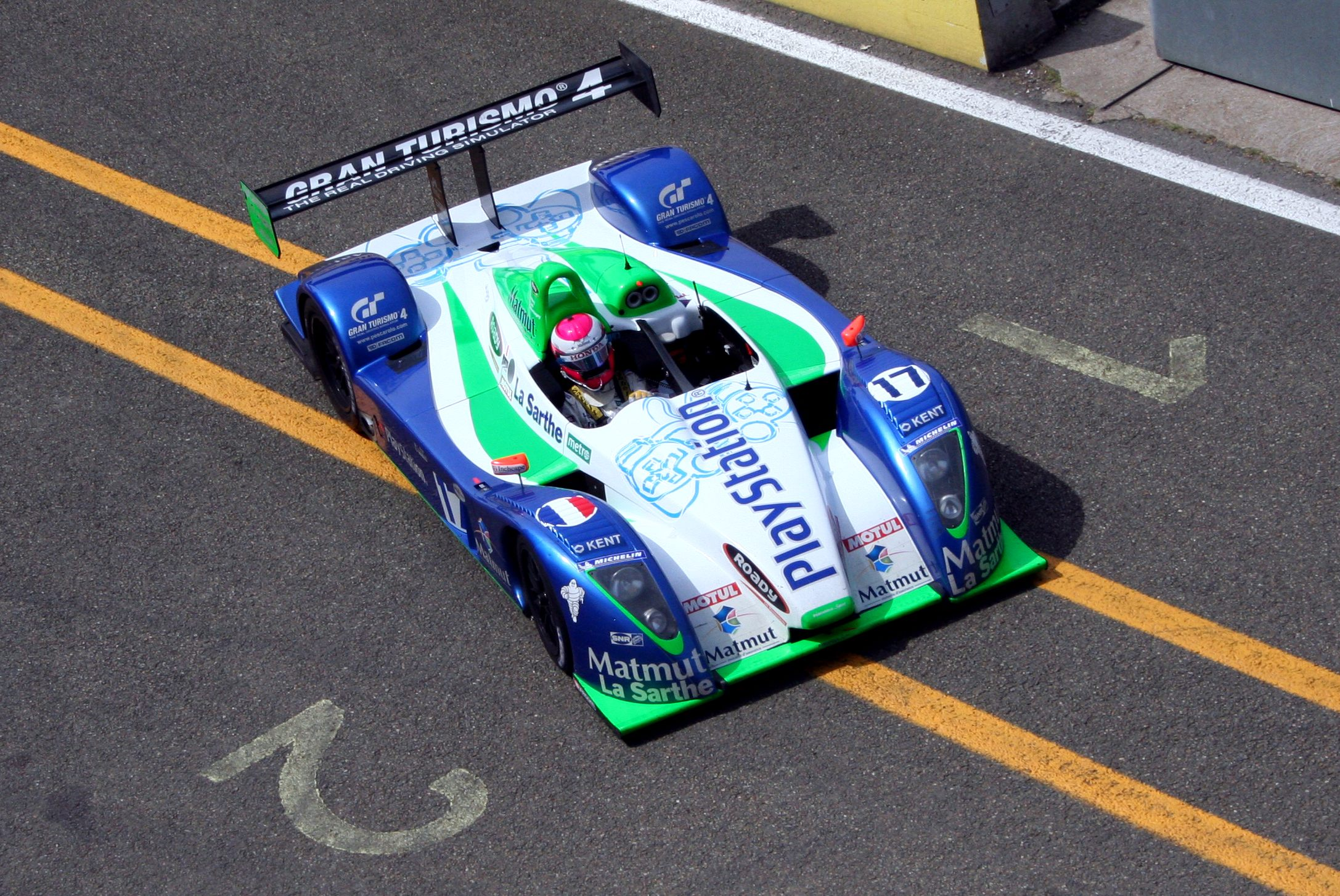
A 17-es számú Pescarolo C60-as Franck Montagny-val, Loeb váltótársával a volán mögött a 2006-os Le Mans-i 24 óráson

2005-ben a rali-világbajnokság menetrendje lehetővé tette számára, hogy részt vehessen a Le Mans-i 24 óráson. A nagy hagyományú versenyen a francia Pescarolo Sport tagjaként, Soheil Ayari és Eric Hélary váltótársaként szerepelt, egy LMP1-es kategóriájú Pescarolo C60-assal. Loeb június 5-én még Törökországban volt, a világbajnokság futamán. A versenyt megnyerte, az eredményhirdetésről azonban külön engedéllyel távol maradt, a szervizparkból ugyanis a repülőtérre sietett, hogy különgéppel időben Le Mans-ba érjen a Pescarolo edzésére. Az edzéseken mutatott ígéretes eredmények ellenére nem értek célba a futamon: tizennyolc óra elteltével az előkelő ötödik helyen állt trió, ám 288 körrel a rajt után Ayari egy defekt miatt összetörte az autót és nem tudták folytatni.
A 2006-os világbajnokság öt hét hosszú nyári szünetében újra alkalma nyílt rajthoz állni a versenyen. Hélary mellett ezúttal a Formula–1-es világbajnokságról érkező Franck Montagny volt az alakulat harmadik tagja. Loeb teljesítménye sokat javult az egy évvel korábbihoz képest. Többek közt ennek volt eredménye az, hogy a csapat már a táv első negyedében a második helyre állt. A célba is másodikként értek, négy kör hátrányban a 8-as számú Audi mögött.
2011-ben alapított csapatának tervei közt szerepel a versenyen való szereplés. A csapatnak jelenleg egy LMP2-es Oreca-Nissanja van, melyet maga Loeb is tesztelt már.

#### Formulaautós tesztek
Az utóbbi években több alkalommal is lehetősége nyílt Formula–1-es autó vezetésére. 2007 decemberében, napokkal azután, hogy a Wales-ralin megszerezte negyedik világbajnoki címét, tesztelhetett egy Renault R26-ost. Sébastien csapattársával, Dani Sordóval együtt, a francia Paul Ricard versenypályán körözött az autóval, míg a Renault istálló pilótája, Heikki Kovalainen egy Citroen C4 WRC-t próbálhatott ki ugyanezen a rendezvényen. „Nemrég született meg első gyermekem, megszereztem negyedik bajnoki címem a világbajnokságon, és most valóra vált az álmom: Formula–1-es autót vezethettem." – mondta Loeb a teszt után.
2008-ra a Red Bull energiaital-gyártó lett a Citroën Racing főszponzora és Loeb az újabb, immár ötödik bajnoki cím után újfent lehetőséget kapott a formulaautós tesztelésre, ezúttal a Red Bull Racing RB4-esével. Előbb Silverstone-ban hangolódott az autóra egy közel 100 kilométeres privát próba alkalmával, november közepén, majd néhány nappal később már egy hivatalos teszten vett részt Barcelonában. A tizenhét versenyzővel zajlott teszten a csapat 2009-es idényre szánt, fejlesztés alatt álló autóját kapta meg, amivel nyolcadikként zárt. Legjobb ideje 1:22.503 volt, szemben Kimi Räikkönen ugyanebben az évben teljesített 1:21.670-es pályacsúcsával. Loeb annyira jó benyomást keltett a Red Bull Racing vezetőiben, hogy még az is felvetődött ekkor, hogy ő helyettesíthetné Sébastien Bourdaist a 2009-es német nagydíj után a Torro Rossónál. Az ehhez szükséges szuperlicencet azonban nem kapta meg a Nemzetközi Automobil Szövetségtől, és különösebb ambíciói sem voltak a Formula–1-es versenyzéssel. A szezonzáró Abu Dhabi nagydíjon már komolyabb esélye nyílt rajthoz állni, ezt azonban a gyenge autó és a kellő mennyiségű gyakorlás hiánya miatt visszautasította.
2009 októberében a GP2-széria jerezi tesztjén vett részt a David Price Racing egy autójával. A délelőtt még nedves aszfalt nap közben folyamatosan száradt, ami kihívás elé állította a mérnököket. Sébastien így a nap jelentős részét a boxban töltötte, és csak kevés alkalma volt tiszta kört futni. A tesztet végül utolsóként, a huszonötödik helyen zárta.

### Egyéb versenyeken

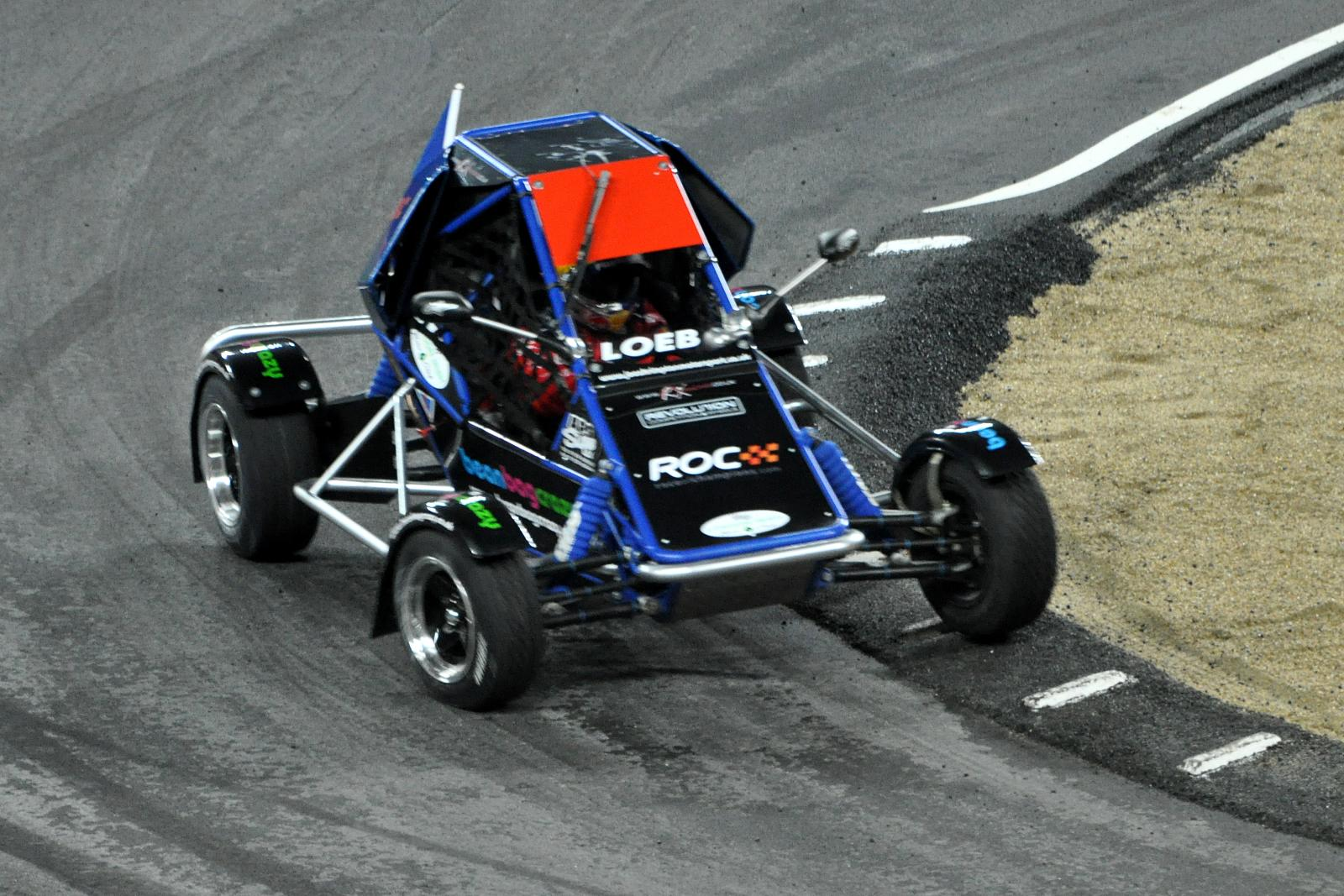
Loeb a 2008-as ROC-on, egy RX 150-esben

2003-ban vett részt első alkalommal a Race of Champions rendezvényen. Daniel Carlsson és François Duval legyőésével került döntőbe, ahol a nagy riválist, Marcus Grönholmot múlta felül és lett bajnok. 2004-ben a bajnokok versenyében ő lett a legjobb ralis, miután legyőzte Grönholmot saját ágának döntőjén. Így került össze a pályaversenyzők győztesével, Heikki Kovalainennel a döntőben. A finn előbb a Peugeot 307 WRC-s, majd a Ferrari 360-as futamon is legyőzte Loeböt, aki így ezüstérmes lett az egyéni értékelésben. A nemzetek tornáján Jean Alesivel képviselte Franciaországot. A másik francia csapata, majd a brazilok legyőzésével jutottak döntőbe, ahol Finnországgal kerültek szembe. A Grönholm-Kovalainen-kettőst végül 3:2 arányban legyőzték. A 2005-ös ROC-on újfent döntőig jutott egyéniben. A végjátékban Tom Kristensennel küzdött, akit nagyon szoros versenyben előzött meg az első körben. A második körben a dán kicsúszott, így neki csak célba kellett érnie a sikerhez. A nemzetek tornáján – az egy évvel korábbiakhoz hasonlóan – Alesivel egy csapatban szerepelt, de a kettős ezúttal nem jutott túl a negyeddöntőn. 2006-ban egyik versenyben sem jutott döntőbe, 2007-ben pedig nem szerepelt a rendezvényen. 2008-ban megszerezte második egyéni győzelmét. Ehhez Yvan Mullert, Sebastian Vettelt, Andy Priaulxt és David Coulthardot kellett legyőznie. 2010-ben tért vissza. Ekkor újfent a bajnokok versenyében volt eredményesebb: döntőbe került, ahol a 2:1-es arányban alulmaradt Filipe Albuquerque-vel szemben.

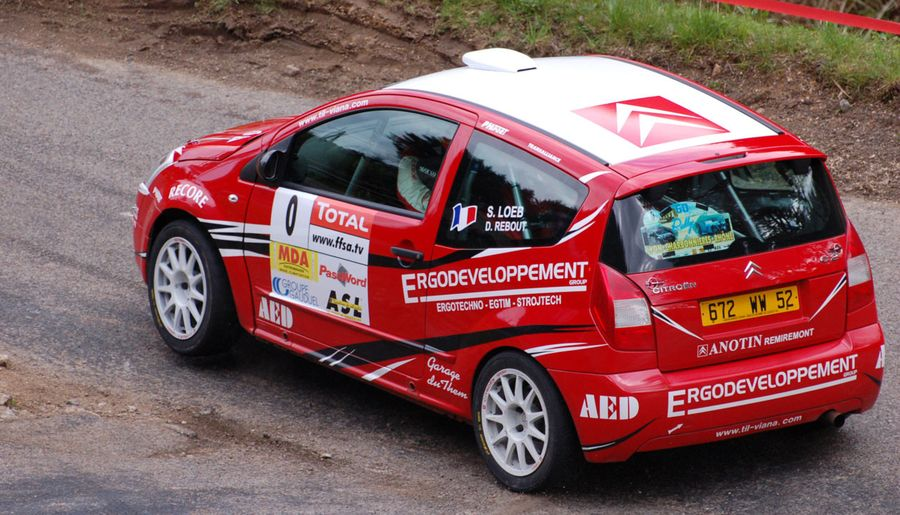
Citroën C2-vel egy francia raliversenyen

A legtöbb gyári versenyzőhöz hasonlóan, Sébastien is kevés, a világbajnokság keretein kívül rendezett raliversenyen szerepel profivá válása óta. 2007-ben az ír bajnokság két futamán is rajthoz állt, az ír ralira való felkészülés céljából. A júniusi Donegal-ralin több mint kétperces előnyben nyert Mark Higgins előtt, majd megnyerte a szeptemberben tartott Cork-ralit is, ahol rajta kívül két vb-menő, Dani Sordo és Mikko Hirvonen is indult. Előbbi másodikként, míg utóbbi ötödikként zárt. A felkészülés eredményes volt: a világbajnoki ír versenyen első lett.
Loeb több ralin is indult barátnőjével (később már felesége) Séverine-nel közösen. A 2003-as Du Var ralit előfutóként, a C2 S1600-as teszteléseként teljesítették, majd 2008-ban, ugyanezen a versenyen már indulóként állt rajthoz hölgynavigátorával. Újfent egy S1600-as C2-vel szerepeltek, és az összetett harmadik helyén értek célba. Egy évvel később már a megszokott C4 WRC-vel neveztek, és tetemes előnyben szerezték meg a győzelmet. Sébastien kilenc év után nyert újra a Du Varon. Legutóbb 2011-ben szerepeltek együtt, amikor is Valentino Rossi és Rinaldo Capello előtt megnyerték a Monzai Rali Show-t.
Idén egy svájci ralin indult Elenával. A mindössze 162 versenykilométer távval bíró versenyen öt és fél perces előnyben lettek elsők.

## Csapatfőnökként: Sebastien Loeb Racing
2011 végén mutatta be a saját versenycsapatát. A nevét viselő csapatot egy barátjával, Dominique Heintz-cel alapította. Jelenleg a francia Porsche-kupán és az európai Le Mans-szérián szerepel az alakulat, ám későbbi céljaik közt szerepel, hogy 2014-ben autót indíthassanak a Le Mans-i 24 órás versenyen.

## Sikerek, rekordok
Sikerei
- Rali-világbajnokság

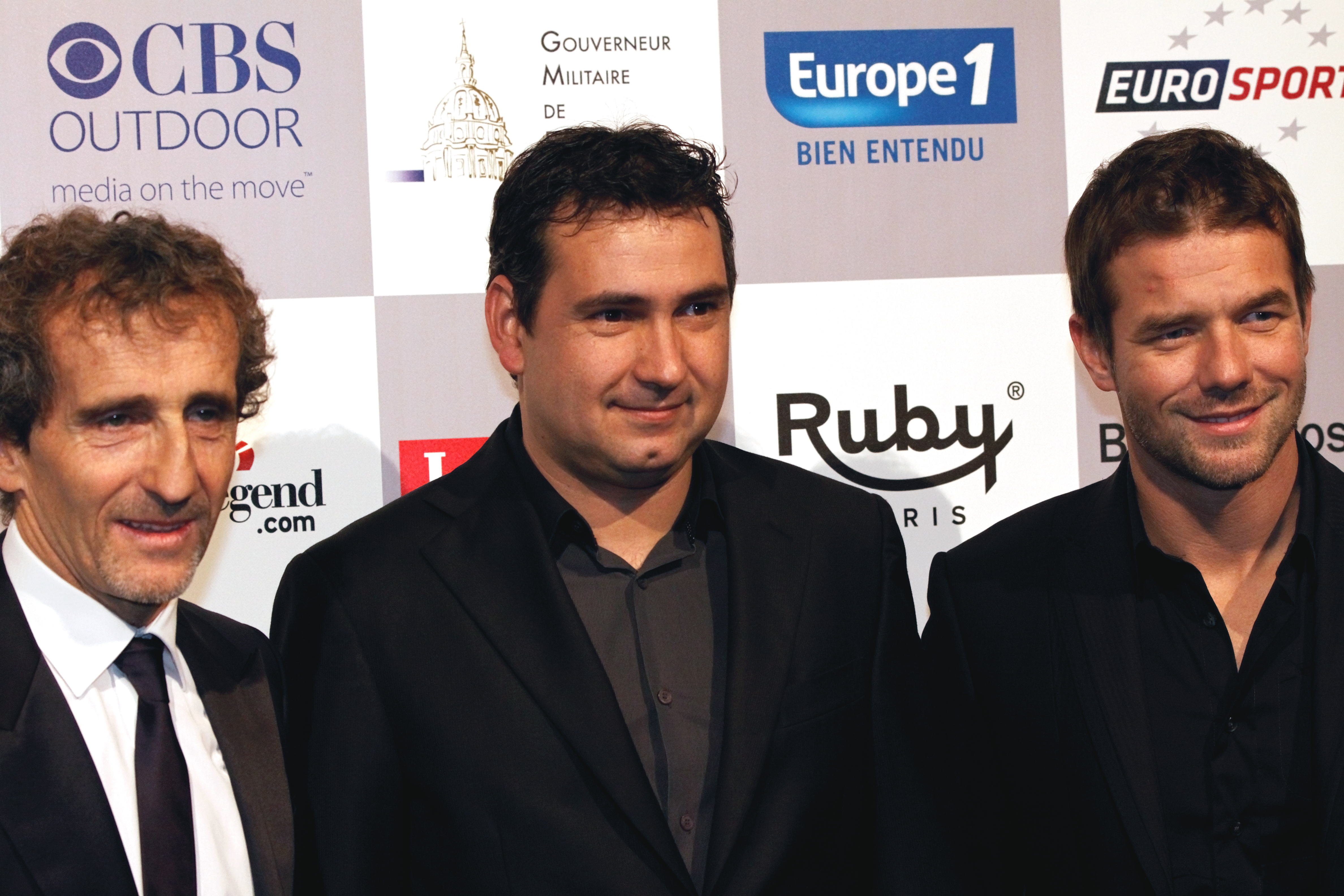
Alain Prost (balra) és Elena (középen) társaságában a 27. Nemzetközi Automobil Fesztiválon

  - Bajnok: 2004, 2005, 2006, 2007, 2008, 2009, 2010, 2011, 2012
  - Második: 2003
- Junior rali-világbajnokság
  - Bajnok: 2001
- Francia ralibajnokság
  - Bajnok: 2001
- X-Games
  - Aranyérmes (ralicross): 2012
- Race of Champions
  - Bajnokok bajnoka: 2003, 2005, 2008
  - Nemzetek tornája bajnok: 2004
- Az év nemzetközi raliversenyzője
  - 2004, 2005, 2006, 2008, 2010, 2011

Rekordok
- Rali-világbajnokság
  - Legtöbb bajnoki cím: 9
  - Legtöbb győzelem: 71[43]
  - Győzelmi arány: 45,22%[44]
  - Legtöbb dobogós helyezés: 107[45]
  - Legtöbb gyűjtött pont: 1400[46]

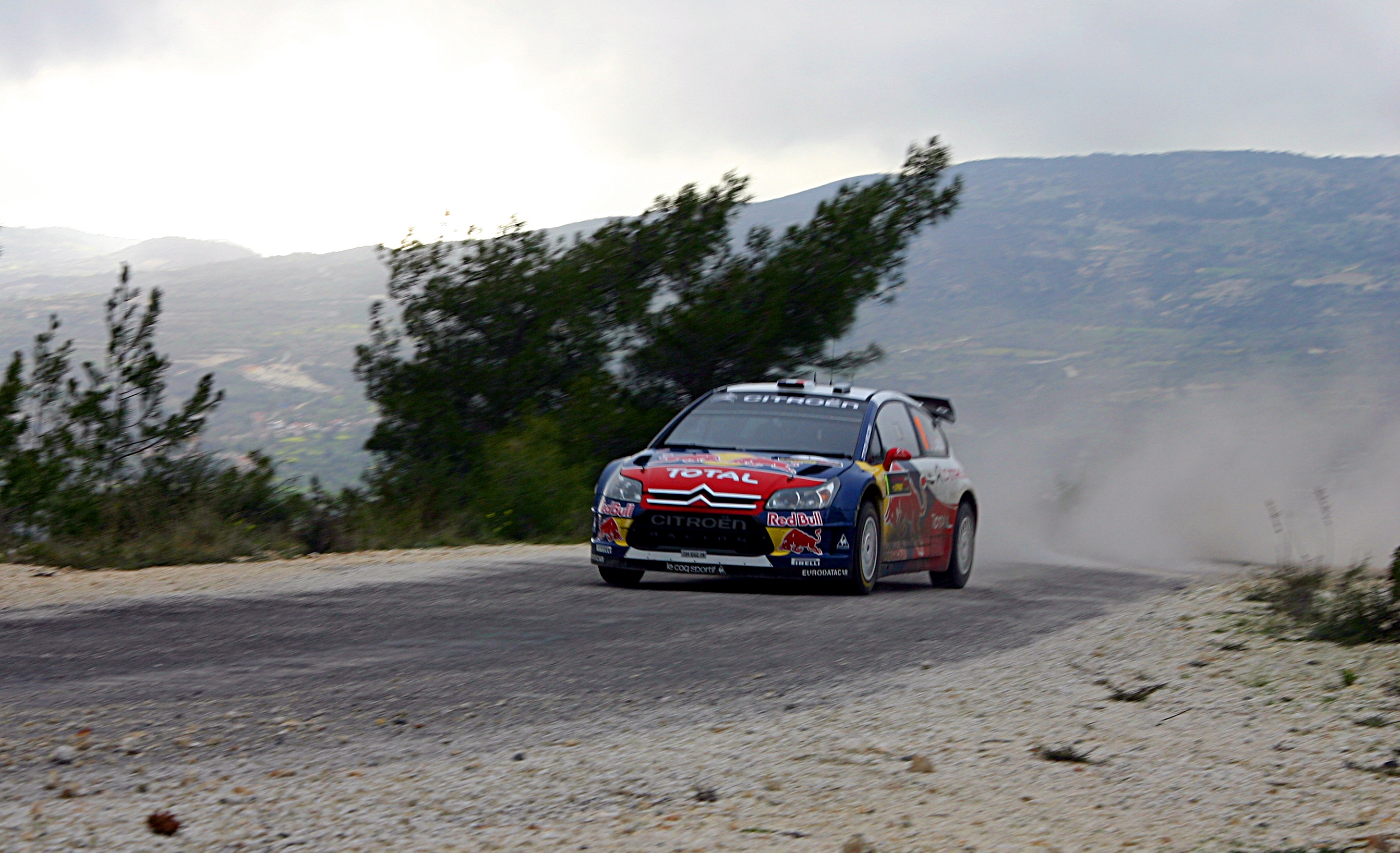
Útban az ötvenedik futamgyőzelme felé, 2009-ben, a Ciprus-ralin

  - Legtöbb győzelem egy szezonon belül: 11 (2008)[16]
  - Legtöbb szakaszgyőzelem: 837[47]
  - Legtöbb győzelem ugyanazon versenyen: 8 (német rali)[48]
  - Különböző ralikon elért győzelmek: 23[48]
  - Megszakítás nélkül szerzett győzelmek: 6[49]

## Eredményei

### Rali-világbajnokság
| Év   | Csapat                      | Autó                  | 1      | 2      | 3      | 4      | 5      | 6      | 7      | 8     | 9      | 10     | 11     | 12     | 13      | 14      | 15      | 16      | Helyezés | Pont |
| ---- | --------------------------- | --------------------- | ------ | ------ | ------ | ------ | ------ | ------ | ------ | ----- | ------ | ------ | ------ | ------ | ------- | ------- | ------- | ------- | -------- | ---- |
| 1999 | Equipe de France FFSA       | Citroën Saxo Kit Car  | MON    | SWE    | KEN    | POR    | ESP Ki | FRA 19 | ARG    | GRE   | NZL    | FIN    | CHN    | ITA 21 | AUS     | GBR     |         |         | -        | 0    |
| 2000 | Sébastien Loeb              | Citroën Saxo Kit Car  | MON    | SWE    | KEN    | POR    | ESP    | ARG    | GRE    | NZL   | FIN Ki | CYP    |        |        |         | GBR 38  |         |         | -        | 0    |
| 2000 | Equipe de France FFSA       | Toyota Corolla WRC    |        |        |        |        |        |        |        |       |        |        | FRA 9  | ITA 10 | AUS     |         |         |         | -        | 0    |
| 2001 | Sébastien Loeb              | Citroën Saxo Kit Car  | MON 15 | SWE Ki | POR    |        |        |        |        |       |        |        |        |        |         |         |         |         | 14.      | 6    |
| 2001 | Sébastien Loeb              | Citroën Saxo S1600    |        |        |        | ESP 15 | ARG    | CYP    | GRE 19 | KEN   | FIN 28 | NZL    |        | FRA 13 | AUS     | GBR 15  |         |         | 14.      | 6    |
| 2001 | Automobiles Citroën         | Citroën Xsara WRC     |        |        |        |        |        |        |        |       |        |        | ITA 2  |        |         |         |         |         | 14.      | 6    |
| 2002 | Automobiles Citroën         | Citroën Xsara WRC     | MON 2  | SWE 17 | FRA    | ESP Ki | CYP    | ARG    | GRE 7  | KEN 5 | FIN 10 | GER 1  | ITA    | NZL    |         | GBR Ki  |         |         | 10.      | 18   |
| 2002 | Piedrafita Sport            | Citroën Xsara WRC     |        |        |        |        |        |        |        |       |        |        |        |        | AUS 7   |         |         |         | 10.      | 18   |
| 2003 | Citroën Total               | Citroën Xsara WRC     | MON 1  | SWE 7  | TUR Ki | NZL 4  | ARG Ki | GRE Ki | CYP 3  | GER 1 | FIN 5  | AUS 2  | ITA 1  | FRA 13 | ESP 2   | GBR 2   |         |         | 2.       | 71   |
| 2004 | Citroën Total               | Citroën Xsara WRC     | MON 1  | SWE 1  | MEX Ki | NZL 4  | CYP 1  | GRE 2  | TUR 1  | ARG 2 | FIN 4  | GER 1  | JPN 2  | GBR 2  | ITA 2   | FRA 2   | ESP Ki  | AUS 1   | 1.       | 118  |
| 2005 | Citroën Total               | Citroën Xsara WRC     | MON 1  | SWE Ki | MEX 4  | NZL 1  | ITA 1  | CYP 1  | TUR 1  | GRE 1 | ARG 1  | FIN 2  | GER 1  | GBR 3  | JPN 2   | FRA 1   | ESP 1   | AUS Ki  | 1.       | 127  |
| 2006 | Kronos Total Citroën WRT    | Citroën Xsara WRC     | MON 2  | SWE 2  | MEX 1  | ESP 1  | FRA 1  | ARG 1  | ITA 1  | GRE 2 | GER 1  | FIN 2  | JPN 1  | CYP 1  | TUR Sér | AUS Sér | NZL Sér | GBR Sér | 1.       | 112  |
| 2007 | Citroën Total WRT           | Citroën C4 WRC        | MON 1  | SWE 2  | NOR 14 | MEX 1  | POR 1  | ARG 1  | ITA Ki | GRE 2 | FIN 3  | GER 1  | NZL 2  | ESP 1  | FRA 1   | JPN Ki  | IRE 1   | GBR 3   | 1.       | 116  |
| 2008 | Citroën Total WRT           | Citroën C4 WRC        | MON 1  | SWE Ki | MEX 1  | ARG 1  | JOR 10 | ITA 1  | GRE 1  | TUR 3 | FIN 1  | GER 1  | NZL 1  | ESP 1  | FRA 1   | JPN 3   | GBR 1   |         | 1.       | 122  |
| 2009 | Citroën Total WRT           | Citroën C4 WRC        | IRE 1  | NOR 1  | CYP 1  | POR 1  | ARG 1  | ITA 4  | GRE Ki | POL 7 | FIN 2  | AUS 2  | ESP 1  | GBR 1  |         |         |         |         | 1.       | 93   |
| 2010 | Citroën Total WRT           | Citroën C4 WRC        | SWE 2  | MEX 1  | JOR 1  | TUR 1  | NZL 3  | POR 2  | BUL 1  | FIN 3 | GER 1  | JPN 5  | FRA 1  | ESP 1  | GBR 1   |         |         |         | 1.       | 276  |
| 2011 | Citroën Total WRT           | Citroën DS3 WRC       | SWE 6  | MEX 1  | POR 2  | JOR 3  | ITA 1  | ARG 1  | GRE 2  | FIN 1 | DEU 2  | AUS 10 | FRA Ki | ESP 1  | GBR Ki  |         |         |         | 1.       | 222  |
| 2012 | Citroën Total WRT           | Citroën DS3 WRC       | MON 1  | SWE 6  | MEX 1  | POR Ki | ARG 1  | GRE 1  | NZL 1  | FIN 1 | DEU 1  | GBR 2  | FRA 1  | ITA Ki | ESP 1   |         |         |         | 1.       | 270  |
| 2013 | Citroen Total Abu Dhabi WRT | Citroën DS3 WRC       | MON 1  | SWE 2  | MEX    | POR    | ARG 1  | GRE    | ITA    | FIN   | DEU    | AUS    | FRA Ki | ESP    | GBR     |         |         |         | 8.       | 68   |

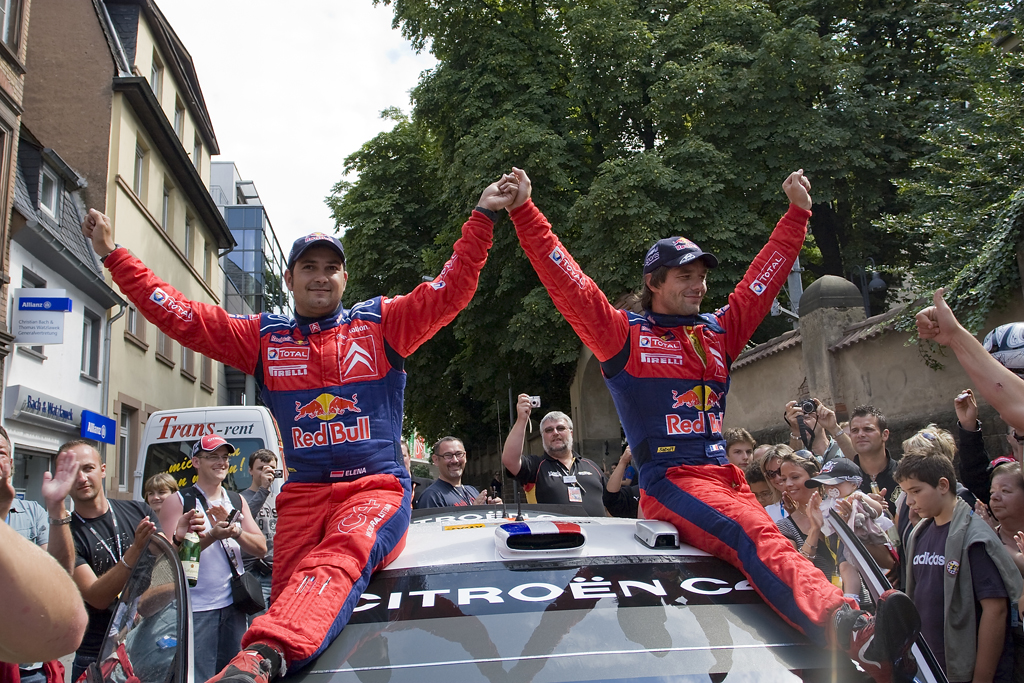
Elenával a 2008-as német ralin elért győzelme után

| 2015 | Citroen Total Abu Dhabi WRT | Citroën DS3 WRC       | MON 8  | SWE    | MEX    | ARG    | POR    | ITA    | POL    | FIN   | DEU    | AUS    | FRA    | ESP    | GBR     |         |         |         | 18.      | 6    |
| 2018 | Citroen Total Abu Dhabi WRT | Citroën C3 WRC        | MON    | SWE    | MEX 5  | FRA 14 | ARG    | POR    | ITA    | FIN   | DEU    | ESP 1  | GBR    | AUS    |         |         |         |         | 13.      | 43   |
| 2019 | Hyundai Shell Mobis WRT     | Hyundai i20 Coupe WRC | MON 4  | SWE 7  | MEX    | FRA 8  | ARG    | CHI 3  | POR Ki | ITA   | FIN    | GER    | TUR    | GBR    | ESP 4   | AUS     |         |         | 11.      | 51   |
| 2020 | Hyundai Shell Mobis WRT     | Hyundai i20 Coupe WRC | MON 6  | SWE    | MEX    | EST    | TUR 3  | ITA    | MNZ    |       |        |        |        |        |         |         |         |         | 10.      | 24   |
| 2022 | M-Sport Ford WRT            | Ford Puma Rally1      | MON 1  | SWE    | CRO    | POR Ki | ITA    | KEN 8  | EST    | FIN   | BEL    | GRE Ki | NZL    | ESP    | JPN     |         |         |         | 11.      | 35   |

* A szezon folyamatban van.
JWRC-értékelés
| Év   | Csapat         | Autó                 | 1     | 2     | 3     | 4   | 5     | 6     | Helyezés | Pont |
| ---- | -------------- | -------------------- | ----- | ----- | ----- | --- | ----- | ----- | -------- | ---- |
| 2001 | Sébastien Loeb | Citroën Saxo Kit Car | ESP 1 | GRE 1 |       |     |       |       | 1.       | 50   |
| 2001 | Sébastien Loeb | Citroën Saxo S1600   |       |       | FIN 1 | ITA | FRA 1 | GBR 1 | 1.       | 50   |

Győzelmek
| #   | Dátum                    | Rali             | Navigátor         | Autó              | Összefoglaló |
| --- | ------------------------ | ---------------- | ----------------- | ----------------- | ------------ |
| 1.  | 2002. augusztus 22-25.   | Német rali       | Daniel Elena      | Citroën Xsara WRC | Összefoglaló |
| 2.  | 2003. január 24-26.      | Monte-Carlo-rali | Daniel Elena      | Citroën Xsara WRC | Összefoglaló |
| 3.  | 2003. július 25-27.      | Német rali       | Daniel Elena      | Citroën Xsara WRC | Összefoglaló |
| 4.  | 2003. október 2-5.       | San Remo-rali    | Daniel Elena      | Citroën Xsara WRC | Összefoglaló |
| 5.  | 2004. január 23-25.      | Monte-Carlo-rali | Daniel Elena      | Citroën Xsara WRC | Összefoglaló |
| 6.  | 2004. február 6-8.       | Svéd rali        | Daniel Elena      | Citroën Xsara WRC | Összefoglaló |
| 7.  | 2004. május 14-16.       | Ciprus-rali      | Daniel Elena      | Citroën Xsara WRC | Összefoglaló |
| 8.  | 2004. június 24-27.      | Török rali       | Daniel Elena      | Citroën Xsara WRC | Összefoglaló |
| 9.  | 2004. augusztus 20-22.   | Német rali       | Daniel Elena      | Citroën Xsara WRC | Összefoglaló |
| 10. | 2004. november 11-14.    | Ausztrál rali    | Daniel Elena      | Citroën Xsara WRC | Összefoglaló |
| 11. | 2005. január 21-23.      | Monte-Carlo-rali | Daniel Elena      | Citroën Xsara WRC | Összefoglaló |
| 12. | 2005. április 7-10.      | Új-Zéland-rali   | Daniel Elena      | Citroën Xsara WRC | Összefoglaló |
| 13. | 2005. ápr. 28.-máj. 1.   | Szardínia-rali   | Daniel Elena      | Citroën Xsara WRC | Összefoglaló |
| 14. | 2005. május 13-15.       | Ciprus-rali      | Daniel Elena      | Citroën Xsara WRC | Összefoglaló |
| 15. | 2005. június 3-5.        | Török rali       | Daniel Elena      | Citroën Xsara WRC | Összefoglaló |
| 16. | 2005. június 23-26.      | Akropolisz-rali  | Daniel Elena      | Citroën Xsara WRC | Összefoglaló |
| 17. | 2005. július 14-17.      | Argentin rali    | Daniel Elena      | Citroën Xsara WRC | Összefoglaló |
| 18. | 2005. augusztus 26-28.   | Német rali       | Daniel Elena      | Citroën Xsara WRC | Összefoglaló |
| 19. | 2005. október 21-23.     | Korzika-rali     | Daniel Elena      | Citroën Xsara WRC | Összefoglaló |
| 20. | 2005. október 27-30.     | Katalán rali     | Daniel Elena      | Citroën Xsara WRC | Összefoglaló |
| 21. | 2006. március 3-5.       | Mexikó-rali      | Daniel Elena      | Citroën Xsara WRC | Összefoglaló |
| 22. | 2006. március 24-26.     | Katalán rali     | Daniel Elena      | Citroën Xsara WRC | Összefoglaló |
| 23. | 2006. április 7-9.       | Korzika-rali     | Daniel Elena      | Citroën Xsara WRC | Összefoglaló |
| 24. | 2006. április 28-30.     | Argentin rali    | Daniel Elena      | Citroën Xsara WRC | Összefoglaló |
| 25. | 2006. május 19-21.       | Szardínia-rali   | Daniel Elena      | Citroën Xsara WRC | Összefoglaló |
| 26. | 2006. augusztus 11-13.   | Német rali       | Daniel Elena      | Citroën Xsara WRC | Összefoglaló |
| 27. | 2006. szeptember 1-3.    | Japán rali       | Daniel Elena      | Citroën Xsara WRC | Összefoglaló |
| 28. | 2006. szeptember 22-24.  | Ciprus-rali      | Daniel Elena      | Citroën Xsara WRC | Összefoglaló |
| 29. | 2007. január 19-21.      | Monte-Carlo-rali | Daniel Elena      | Citroën C4 WRC    | Összefoglaló |
| 30. | 2007. március 9-11.      | Mexikó-rali      | Daniel Elena      | Citroën C4 WRC    | Összefoglaló |
| 31. | 2007. márc. 30.-ápr. 1.  | Portugál rali    | Daniel Elena      | Citroën C4 WRC    | Összefoglaló |
| 32. | 2007. május 4-6.         | Argentin rali    | Daniel Elena      | Citroën C4 WRC    | Összefoglaló |
| 33. | 2007. augusztus 17-19.   | Német rali       | Daniel Elena      | Citroën C4 WRC    | Összefoglaló |
| 34. | 2007. október 5-7.       | Katalán rali     | Daniel Elena      | Citroën C4 WRC    | Összefoglaló |
| 35. | 2007. október 12-14.     | Korzika-rali     | Daniel Elena      | Citroën C4 WRC    | Összefoglaló |
| 36. | 2007. november 16-18.    | Ír rali          | Daniel Elena      | Citroën C4 WRC    | Összefoglaló |
| 37. | 2008. január 24-27.      | Monte-Carlo-rali | Daniel Elena      | Citroën C4 WRC    | Összefoglaló |
| 38. | 2008. febr. 28.-márc. 2. | Mexikó-rali      | Daniel Elena      | Citroën C4 WRC    | Összefoglaló |
| 39. | 2008. március 27-30.     | Argentin rali    | Daniel Elena      | Citroën C4 WRC    | Összefoglaló |
| 40. | 2008. május 16-18.       | Szardínia-rali   | Daniel Elena      | Citroën C4 WRC    | Összefoglaló |
| 41. | 2008. máj. 28.-jún. 1.   | Akropolisz-rali  | Daniel Elena      | Citroën C4 WRC    | Összefoglaló |
| 42. | 2008. júl. 31.-aug. 3.   | Finn rali        | Daniel Elena      | Citroën C4 WRC    | Összefoglaló |
| 43. | 2008. augusztus 15-17.   | Német rali       | Daniel Elena      | Citroën C4 WRC    | Összefoglaló |
| 44. | 2008. augusztus 28-31.   | Új-Zéland-rali   | Daniel Elena      | Citroën C4 WRC    | Összefoglaló |
| 45. | 2008. október 2-5.       | Katalán rali     | Daniel Elena      | Citroën C4 WRC    | Összefoglaló |
| 46. | 2008. október 10-12.     | Korzika-rali     | Daniel Elena      | Citroën C4 WRC    | Összefoglaló |
| 47. | 2008. december 5-7.      | Wales-rali       | Daniel Elena      | Citroën C4 WRC    | Összefoglaló |
| 48. | 2009. jan. 30.-febr. 1.  | Ír rali          | Daniel Elena      | Citroën C4 WRC    | Összefoglaló |
| 49. | 2009. február 12-15.     | Norvég rali      | Daniel Elena      | Citroën C4 WRC    | Összefoglaló |
| 50. | 2009. március 13-15.     | Ciprus-rali      | Daniel Elena      | Citroën C4 WRC    | Összefoglaló |
| 51. | 2009. április 2-5.       | Portugál rali    | Daniel Elena      | Citroën C4 WRC    | Összefoglaló |
| 52. | 2009. április 24-26.     | Argentin rali    | Daniel Elena      | Citroën C4 WRC    | Összefoglaló |
| 53. | 2009. október 2-4.       | Katalán rali     | Daniel Elena      | Citroën C4 WRC    | Összefoglaló |
| 54. | 2009. október 23-25.     | Wales-rali       | Daniel Elena      | Citroën C4 WRC    | Összefoglaló |
| 55. | 2010. március 5-7.       | Mexikó-rali      | Daniel Elena      | Citroën C4 WRC    | Összefoglaló |
| 56. | 2010. április 1-3.       | Jordán rali      | Daniel Elena      | Citroën C4 WRC    | Összefoglaló |
| 57. | 2010. április 16-18.     | Török rali       | Daniel Elena      | Citroën C4 WRC    | Összefoglaló |
| 58. | 2010. július 9-11.       | Bolgár rali      | Daniel Elena      | Citroën C4 WRC    | Összefoglaló |
| 59. | 2010. augusztus 20-22.   | Német rali       | Daniel Elena      | Citroën C4 WRC    | Összefoglaló |
| 60. | 2010. szept. 30.-okt. 3. | Francia rali     | Daniel Elena      | Citroën C4 WRC    | Összefoglaló |
| 61. | 2010. október 22-24.     | Katalán rali     | Daniel Elena      | Citroën C4 WRC    | Összefoglaló |
| 62. | 2010. november 11-14.    | Wales-rali       | Daniel Elena      | Citroën C4 WRC    | Összefoglaló |
| 63. | 2011. március 3-6.       | Mexikó-rali      | Daniel Elena      | Citroën DS3 WRC   | Összefoglaló |
| 64. | 2011. május 5-8.         | Szardínia-rali   | Daniel Elena      | Citroën DS3 WRC   | Összefoglaló |
| 65. | 2011. május 26-29.       | Argentin rali    | Daniel Elena      | Citroën DS3 WRC   | Összefoglaló |
| 66. | 2011. július 28-30.      | Finn rali        | Daniel Elena      | Citroën DS3 WRC   | Összefoglaló |
| 67. | 2011. október 20-23.     | Katalán rali     | Daniel Elena      | Citroën DS3 WRC   | Összefoglaló |
| 68. | 2012. január 18-22.      | Monte-Carlo-rali | Daniel Elena      | Citroën DS3 WRC   | Összefoglaló |
| 69. | 2012. március 8-11.      | Mexikó-rali      | Daniel Elena      | Citroën DS3 WRC   | Összefoglaló |
| 70. | 2012. április 26-29.     | Argentin rali    | Daniel Elena      | Citroën DS3 WRC   | Összefoglaló |
| 71. | 2012. május 24-27.       | Akropolisz-rali  | Daniel Elena      | Citroën DS3 WRC   | Összefoglaló |
| 72. | 2012. június 22-24.      | Új-Zéland-rali   | Daniel Elena      | Citroën DS3 WRC   | Összefoglaló |
| 73. | 2012. augusztus 2-4.     | Finn-rali        | Daniel Elena      | Citroën DS3 WRC   | Összefoglaló |
| 74. | 2012. augusztus 24-26.   | Német rali       | Daniel Elena      | Citroën DS3 WRC   | Összefoglaló |
| 75. | 2012. október 4-7.       | Francia rali     | Daniel Elena      | Citroën DS3 WRC   | Összefoglaló |
| 76. | 2012. november 8-11.     | Katalán rali     | Daniel Elena      | Citroën DS3 WRC   | Összefoglaló |
| 77. | 2013. január 17-22.      | Monte-Carlo-rali | Daniel Elena      | Citroën DS3 WRC   | Összefoglaló |
| 78. | 2013. május 1-4.         | Argentin rali    | Daniel Elena      | Citroën DS3 WRC   | Összefoglaló |
| 79. | 2018. október 25-28.     | Katalán rali     | Daniel Elena      | Citroën C3 WRC    | Összefoglaló |
| 80. | 2022. január 20-23.      | Monte-Carlo-rali | Isabelle Galmiche | Ford Puma Rally1  | Összefoglaló |

### Le Mans-i 24 órás autóverseny
| Év   | Csapat          | Autó                 | Csapattárs   | Csapattárs      | Helyezés |
| ---- | --------------- | -------------------- | ------------ | --------------- | -------- |
| 2005 | Pescarolo Sport | Pescarolo C60 Hybrid | Soheil Ayari | Eric Hélary     | Kiesett  |
| 2006 | Pescarolo Sport | Pescarolo C60 Hybrid | Eric Hélary  | Franck Montagny | 2.       |

### Túraautó-világbajnokság
| Év   | Csapat             | Autó                  | 1   | 1   | 2   | 2   | 3   | 3   | 4   | 4   | 5   | 5   | 6   | 6   | 7   | 7   | 8   | 8   | 9    | 9    | 10   | 10   | 11  | 11  | 12  | 12  | Helyezés | Pont |
| ---- | ------------------ | --------------------- | --- | --- | --- | --- | --- | --- | --- | --- | --- | --- | --- | --- | --- | --- | --- | --- | ---- | ---- | ---- | ---- | --- | --- | --- | --- | -------- | ---- |
| 2014 | Citroën Total WTCC | Citroën C-Elysée WTCC | MAR | MAR | FRA | FRA | HUN | HUN | SVK | SVK | AUT | AUT | RUS | RUS | BEL | BEL | ARG | ARG | CHN1 | CHN1 | CHN2 | CHN2 | SUZ | SUZ | MAC | MAC | 3.       | 295  |
| 2014 | Citroën Total WTCC | Citroën C-Elysée WTCC | 2   | 1   | 2   | 6   | 7   | 9   | 1   | T   | 4   | 7   | 3   | 5   | 3   | 5   | 4   | 6   | 5    | 3    | 4    | 12   | 3   | 7   | 6   | 6   | 3.       | 295  |
| 2015 | Citroën Total WTCC | Citroën C-Elysée WTCC | ARG | ARG | MAR | MAR | HUN | HUN | DEU | DEU | RUS | RUS | SVK | SVK | FRA | FRA | POR | POR | MOT  | MOT  | CHN  | CHN  | BUR | BUR | QTR | QTR | 3.       | 356  |
| 2015 | Citroën Total WTCC | Citroën C-Elysée WTCC | 3   | 1   | 3   | 2   | 6   | 5   | 2   | 5   | 9   | 7   | 3   | 1   | 1   | Ki  | 2   | 15† | 6    | 4    | 3    | 4    | 2   | 1   | 4   | 4   | 3.       | 356  |

## Magánélete
Házas, felesége Séverine, akinek navigálásával több világbajnokságon kívüli raliversenyen vett részt. Egy közös gyermekük van, a 2007 novemberében született Valentine. A család Svájcban, Lausanne közelében él.
Pályafutása elismeréseként 2009. május 27-én a francia államfő, Nicolas Sarkozy a Becsületrend lovagjává ütötte az Elysée palotában.